# Widzew Łódź (piłka nożna)
Widzew Łódź SA – polski klub piłkarski z siedzibą w Łodzi, występujący w Ekstraklasie.
Kontynuator tradycji sportowych założonego w 1910 roku TMRF Widzew. Pozostaje najbardziej utytułowanym łódzkim klubem piłkarskim. W 1932 zdobył mistrzostwo Polski klubów robotniczych, w 1948 debiutował w najwyższej klasie rozgrywkowej, następnie czterokrotnie (1981, 1982, 1996, 1997) zdobywał mistrzostwo Polski, siedmiokrotnie (1977, 1979, 1980, 1983, 1984, 1995, 1999) wicemistrzostwo Polski oraz trzykrotnie (1985, 1986, 1992) brązowy medal mistrzostw Polski. W 1985 zdobył Puchar Polski, a w 1996 Superpuchar Polski w piłce nożnej.
Klub na przestrzeni lat wielokrotnie reprezentował polską piłkę nożną w rozgrywkach międzynarodowych. Dwukrotnie zwyciężył w rozgrywkach grupowych Pucharu Intertoto UEFA (1976, 1982), w sezonie 1982/1983 wystąpił w półfinale Pucharu Europy Mistrzów Klubowych. Występował także w fazach pucharowych Pucharu UEFA (1980/1981, 1984/1985) i Pucharu Zdobywców Pucharów (1985/1986), a w sezonie 1996/1997 wystąpił w fazie grupowej Ligi Mistrzów UEFA, będąc do sezonu 2016/2017 ostatnim polskim zespołem występującym w fazie grupowej tych rozgrywek. W 2015 klub zreorganizował struktury i jako stowarzyszenie, w sezonie 2015/2016, wystartował w rozgrywkach IV ligi. W 2017 stowarzyszenie przekształciło się w spółkę akcyjną o nazwie Widzew Łódź Spółka Akcyjna. W 2020, po pięciu latach, drużyna powróciła na zaplecze Ekstraklasy, a od 2022 ponownie występuje w najwyższej klasie rozgrywkowej.
Zajmuje 9. miejsce w tabeli wszech czasów Ekstraklasy. W 1960 został odznaczony Złotym Krzyżem Zasługi. W 2010 za wybitne zasługi sportowe, osiągnięte na przestrzeni lat uhonorowano go Diamentową Odznaką PZPN.
Spotkania domowe drużyna rozgrywa na Stadionie Miejskim Widzewa Łódź, przy al. marsz. Józefa Piłsudskiego 138 w Łodzi.

## Informacje ogólne[5]
- Pełna nazwa: Widzew Łódź Spółka Akcyjna[6]
- Data założenia: 1910 (TMRF Widzew), 1922 (RTS Widzew)
- Barwy: czerwono-biało-czerwone
- Adres: al. Piłsudskiego 138, 92-300 Łódź
- Stadion:
  - Stadion Widzewa Łódź
- Zarząd Widzew Łódź SA[7]:
  - Michał Rydz – prezes
  - Maciej Szymański – wiceprezes

- Rada Nadzorcza Widzew Łódź SA
  - Tomasz Stamirowski – przewodniczący

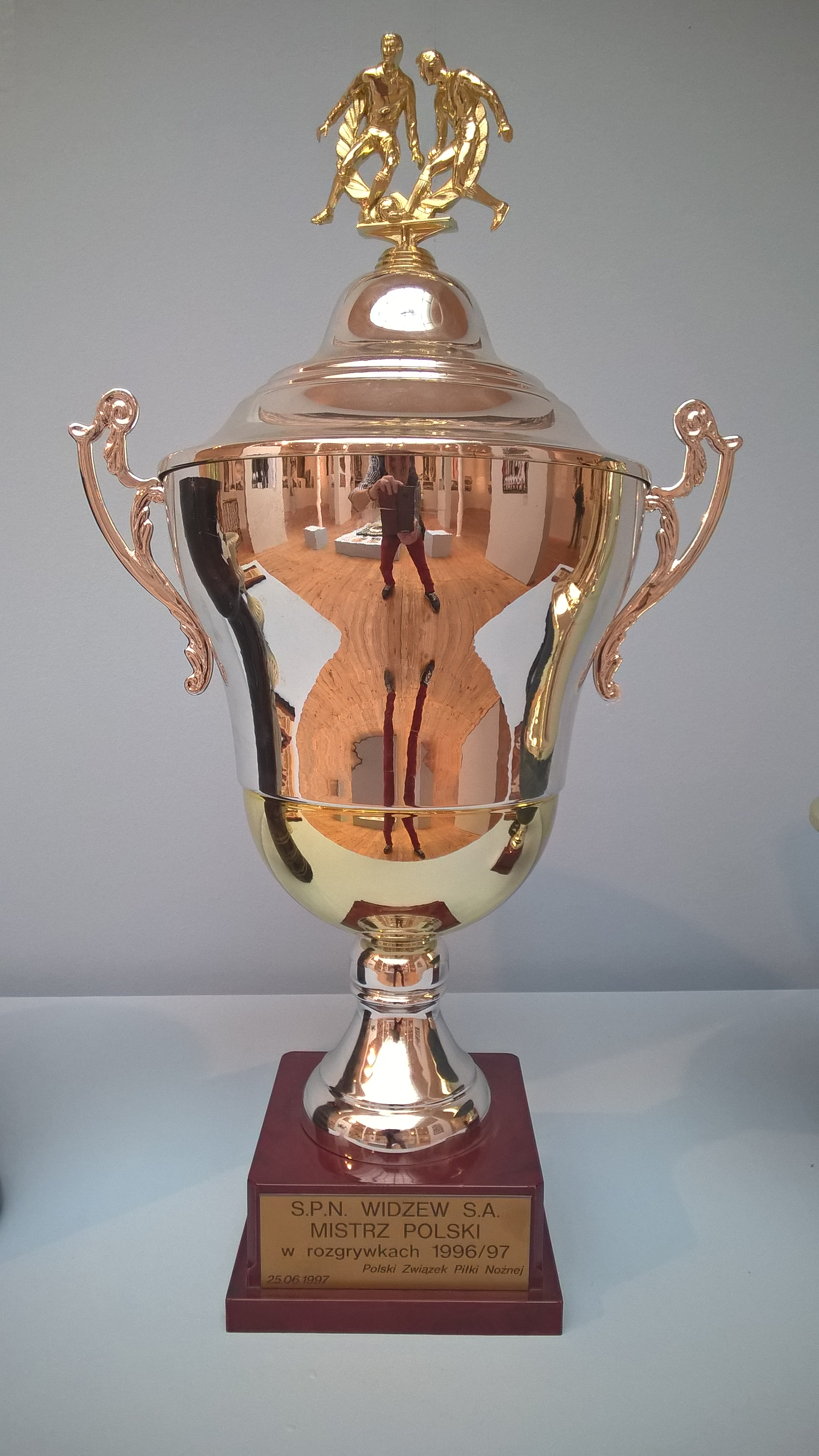
Trofeum dla Mistrza Polski w piłce nożnej w sezonie 1996–1997

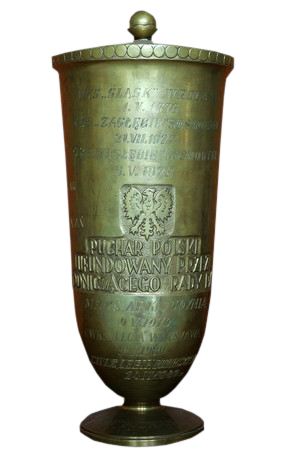
Trofeum Pucharu Polski jakie Widzew zdobył w 1985 roku

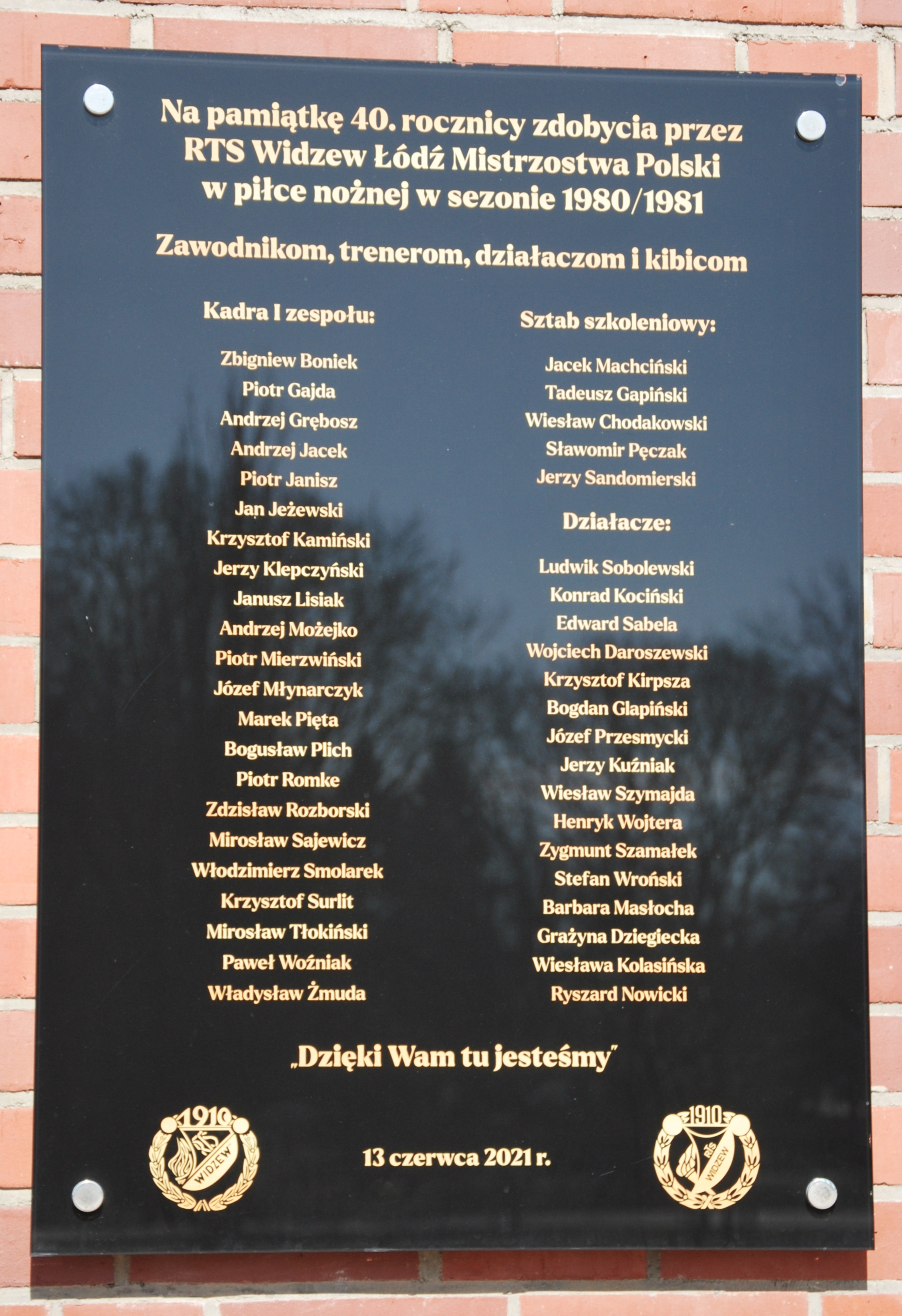
Tablica upamiętniająca zdobycie przez RTS Widzew Łódź w 1981 pierwszego tytułu mistrza Polski, odsłonięta w 40. rocznicę wydarzenia, Znajduje się na zewnętrznej ścianie stadionu Widzewa Łódź

  - Marcin Stamirowski
  - Wiesław Cholewa
  - Tomasz Tomczak
  - Remigiusz Brzeziński

## Sukcesy

### Trofea międzynarodowe
| \| \| Zdobyte trofea w rozgrywkach międzynarodowych (Stan na 2015-02-14) \| |                                                                    |      |            |
| Rozgrywki                                                                   | Osiągnięcie                                                        | Razy | Sezon(y)   |
| Puchar Europy/ Liga Mistrzów                                                | półfinalista                                                       | 1    | 1983       |
| Puchar Europy/ Liga Mistrzów                                                | faza grupowa                                                       | 1    | 1996       |
| Puchar UEFA/ Liga Europy                                                    | 1/8 finału                                                         | 2    | 1980, 1984 |
| Puchar Zdobywców Pucharów                                                   | 1/16 finału                                                        | 1    | 1985       |
| Puchar Intertoto                                                            | zwycięzca grupy                                                    | 2    | 1976, 1982 |
|                                                                             | Zdobyte trofea w rozgrywkach międzynarodowych (Stan na 2015-02-14) |      |            |

### Trofea krajowe
| \| \| Zdobyte trofea w rozgrywkach Polski (Stan na 2015-02-14) \| |                                                          |      |                                          |
| Rozgrywki                                                         | Osiągnięcie                                              | Razy | Sezon(y)                                 |
| Mistrzostwo                                                       | I miejsce                                                | 4    | 1981, 1982, 1996, 1997                   |
| Mistrzostwo                                                       | II miejsce                                               | 7    | 1977, 1979, 1980, 1983, 1984, 1995, 1999 |
| Mistrzostwo                                                       | III miejsce                                              | 3    | 1985, 1986, 1992                         |
| Puchar                                                            | zdobywca                                                 | 1    | 1985                                     |
| Puchar                                                            | półfinalista                                             | 4    | 1996, 1997, 1999, 2003                   |
| Superpuchar                                                       | zdobywca                                                 | 1    | 1996                                     |
| Superpuchar                                                       | finalista                                                | 1    | 1997                                     |
| Puchar Ligi                                                       | finalista                                                | 1    | 1977                                     |
| Drugi poziom ligi polskiej                                        | I miejsce                                                | 4    | 1975, 2006, 2009, 2010                   |
| Mistrzostwo Polski juniorów starszych (U-19)                      | II miejsce                                               | 1    | 1995                                     |
| Mistrzostwo Polski juniorów starszych (U-19)                      | III miejsce                                              | 3    | 1936, 1937, 1997                         |
| Mistrzostwo Polski Klubów Robotniczych                            | I miejsce                                                | 1    | 1932                                     |
| Polska                                                            | Zdobyte trofea w rozgrywkach Polski (Stan na 2015-02-14) |      |                                          |

### Turnieje towarzyskie
Copa del Sol (finalista; 1x): 2013

### Odznaczenia

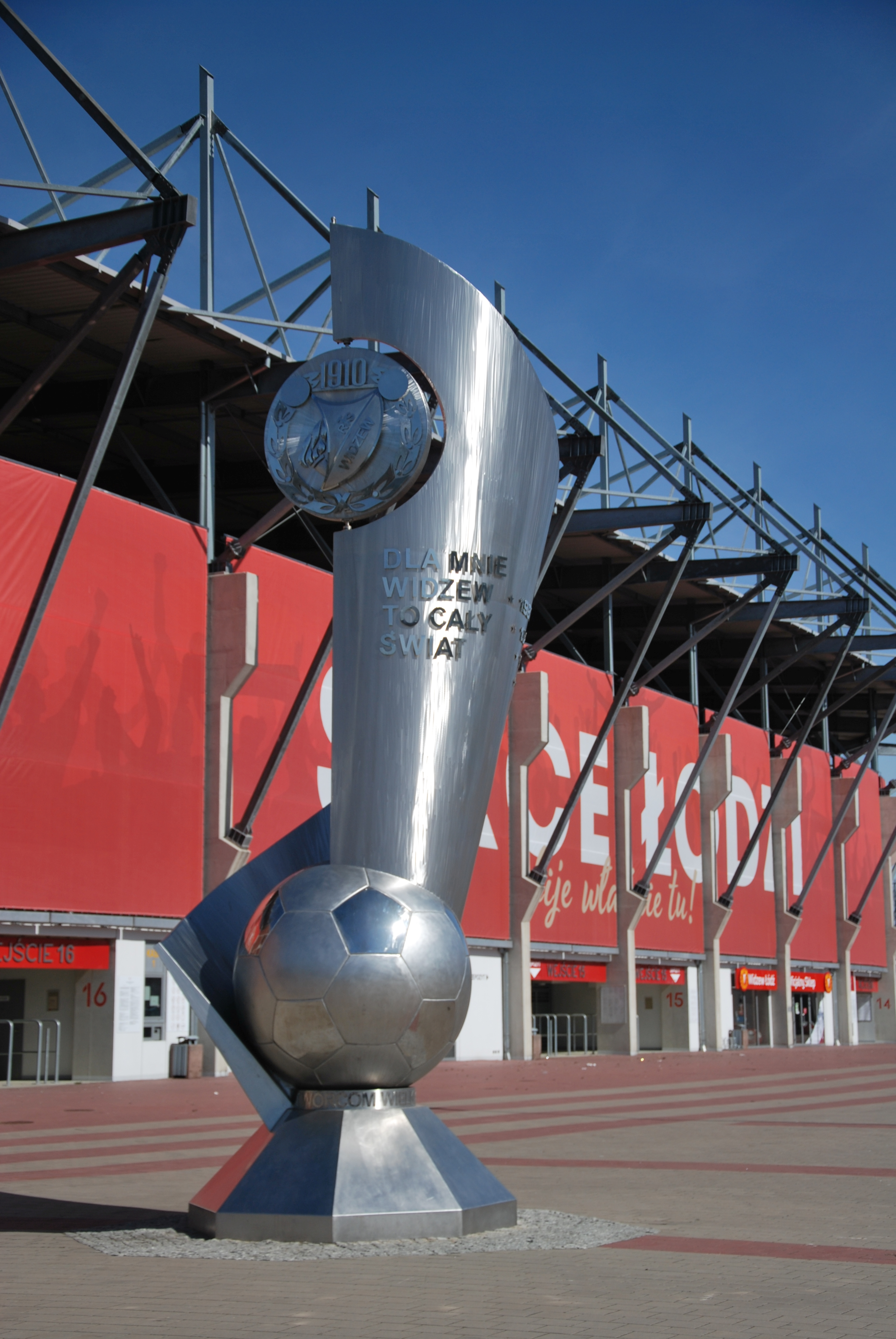
Pomnik „Twórców Wielkiego Widzewa” autorstwa Sławomira Micka, mieszczący się przed stadionem Widzewa Łódź

Złoty Krzyż Zasługi (1x): 1960
 Diamentowa Odznaka Polskiego Związku Piłki Nożnej (1x): 2010

### Indywidualne

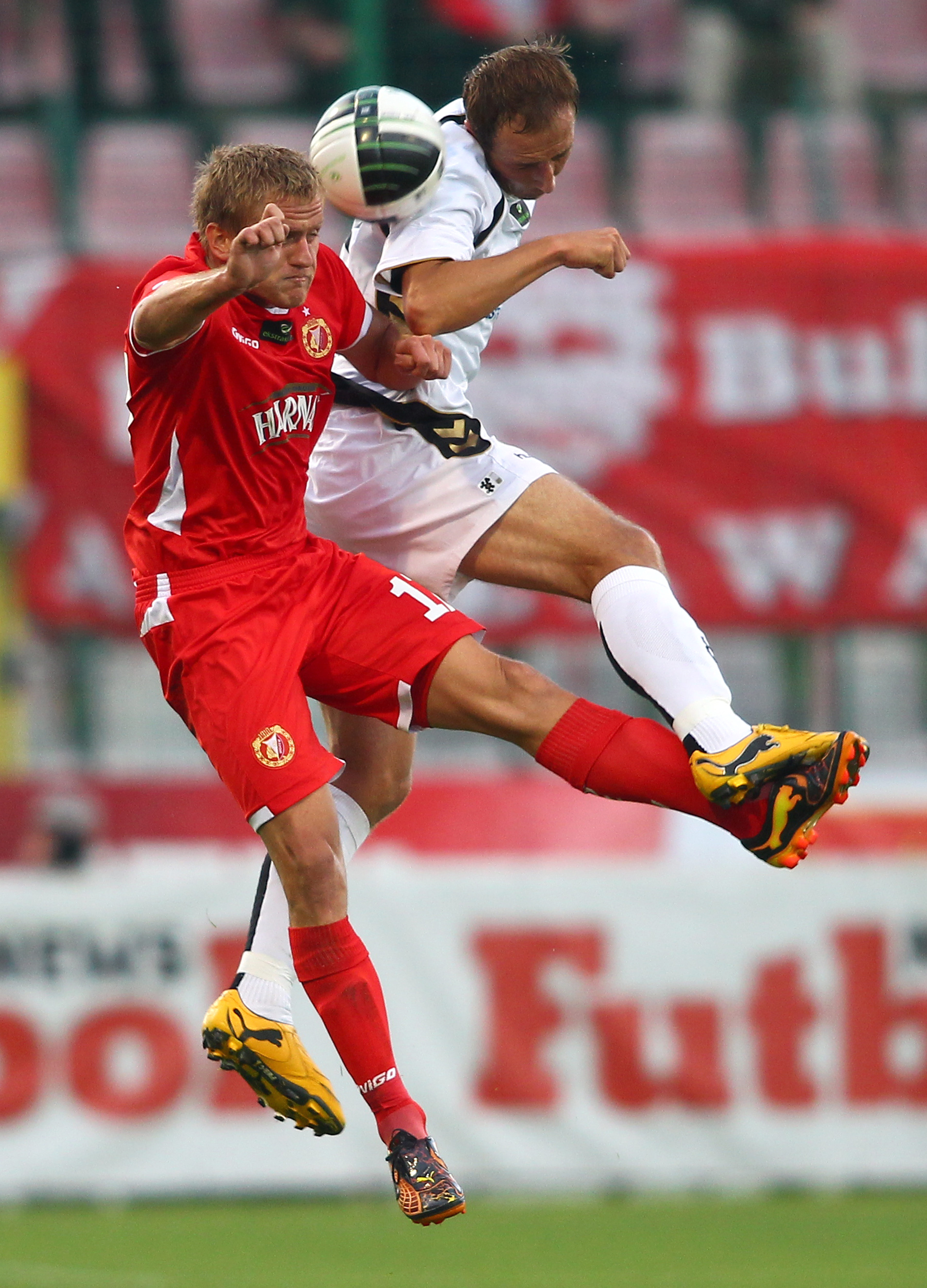
Tomasz Lisowski (z lewej) oraz Łukasz Trałka podczas meczu Widzewa Łódź z Polonią Warszawa w rozgrywkach Ekstraklasy w 2010 roku

- Królowie strzelców polskiej ligi

| Sezon       | Imię i nazwisko    | Liczba bramek |
| ----------- | ------------------ | ------------- |
| Ekstraklasa |                    |               |
| 1982/1983   | Mirosław Tłokiński | 15            |
| 1995/1996   | Marek Koniarek     | 29            |
| I Liga      |                    |               |
| 2005/2006   | Bartłomiej Grzelak | 20            |
| 2009/2010   | Marcin Robak       | 18            |

### Sukcesy piłkarzy Widzewa w barwachreprezentacji Polski
- Mistrzostwa Świata w Piłce Nożnej 1982
  -  III miejsce
    - Włodzimierz Smolarek
    - Józef Młynarczyk
    - Władysław Żmuda
    - Zbigniew Boniek
    - Roman Wójcicki
- XXV Letnie Igrzyska Olimpijskie
  -  Srebrny medal olimpijski
    - Marek Bajor
    - Tomasz Łapiński

(Uwzględniono zawodników, którzy w czasie ww. turniejów byli zawodnikami Widzewa Łódź)
Plebiscyt Piłki Nożnej:
- Piłkarz Roku
  - 1978: Zbigniew Boniek
  - 1982: Zbigniew Boniek
  - 1983: Józef Młynarczyk
  - 1984: Włodzimierz Smolarek
  - 1985: Dariusz Dziekanowski
  - 1986: Włodzimierz Smolarek
  - 1997: Sławomir Majak
- Trener Roku
  - 1975: Leszek Jezierski
  - 1976: Leszek Jezierski
  - 1982: Władysław Żmuda
  - 1996: Franciszek Smuda
  - 1997: Franciszek Smuda
- Odkrycie Roku
  - 1976: Zbigniew Boniek
  - 1996: Marek Citko
- Pierwszoligowiec Roku
  - 2008: Marcin Robak

Plebiscyt katowickiego dziennika Sport
- Złote Buty
  - 1978: Zbigniew Boniek
  - 1979: Stanisław Ryszard Burzyński
  - 1981: Władysław Żmuda
  - 1982: Zbigniew Boniek
  - 1984: Roman Wójcicki

Plebiscyt Telewizji Polskiej, Programu III Polskiego Radia i Super Expressu
- Najlepszy sportowiec Polski
  - 1996: Marek Citko

## Historia klubu

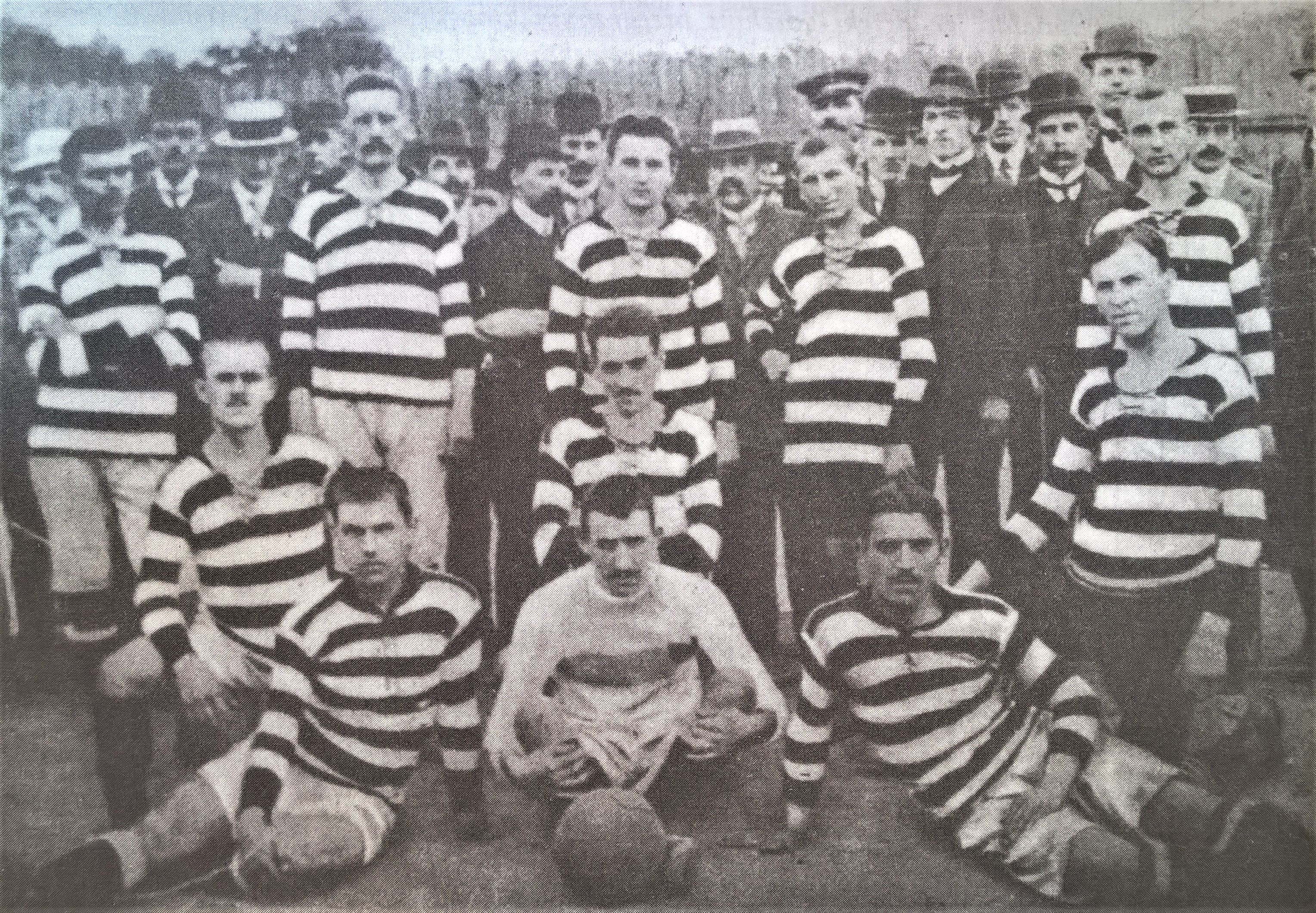
Drużyna piłkarska TMRF „Widzew” w 1911

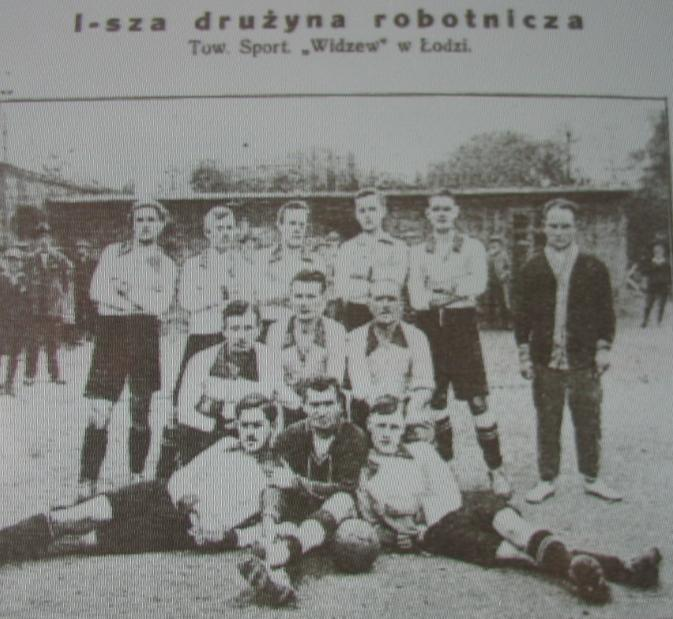
Piłkarze Robotniczego Towarzystwa Sportowego Widzew Łódź w 1924

### Powstanie klubu
Oficjalnie za datę powstania władze klubu przyjmują rok 1910, kiedy to powołano pierwsze na terenie Widzewa stowarzyszenie piłkarskie – Towarzystwo Miłośników Rozwoju Fizycznego, uważając, że RTS Widzew jest kontynuatorem działalności TMRF, jednak data ta jest niekiedy podważana przez historyków futbolu.
W ostatnim czasie głos w dyskusji na temat początków klubu, zabrał przewodnik i pasjonat historii miasta Łodzi – Ryszard Bonisławski, który w wywiadzie zamieszczonym na oficjalnej stronie klubu powiedział:

Widzew Łódź jest stulatkiem i nie ma w tym temacie żadnych wątpliwości. Potwierdza to bardzo dużo źródeł, w tym wiele artykułów prasowych. Na przykład jeden pochodzi z dodatku „Kuriera Łódzkiego”, który nosił nazwę „Łódź w ilustracjach”. Jest tam dokładnie napisane, że klub był powoływany do życia już od 1909 roku. Status klubu został zarejestrowany w 1910 roku. Klub mógł istnieć tylko pod nazwą TMRF, bowiem taka nazwa była dopuszczalna przez ówczesne władze. Trudno było w tamtych latach używać nazwy, w której znajdowało się na przykład słowo „robotniczy”. Osobiście bardzo często bywałem na Widzewie. Miałem tam rodzinę i klub traktowany był przez wszystkich bardzo poważnie. Dużo się o nim mówiło. Później zniknął już TMRF, a pojawił się RTS Widzew. Każdy jednak wiedział, że jest to ten sam klub.

Bonisławski wypowiada się także, czy istniały jakieś artykuły prasowe, w których była mowa o utworzeniu się RTS Widzew Łódź z TMRF-u:

Oczywiście. Jeden z nich osobiście przekazałem nawet w latach osiemdziesiątych do Muzeum Sportu i Turystyki w Łodzi, gdzie odbywała się wówczas wystawa z okazji 75-lecia Widzewa Łódź. Można było w nim przeczytać między innymi o utworzeniu klubu w 1910, a także o 1922 roku, kiedy to ten sam klub zacząć działać i wreszcie mógł zostać nazwany jako RTS Widzew. Było tam wyraźnie zaznaczone, że RTS Widzew jest kontynuatorem tradycji TMRF-u.

Robotnicze Towarzystwo Sportowe Widzew zostało powołane do życia w 1922 roku, z inicjatywy łódzkiej komórki Polskiej Partii Socjalistycznej. Utworzyła ona komitet organizacyjny stowarzyszenia, którego celem miało być „szerzenie wśród mas pracujących idei kultury fizycznej i ćwiczeń cielesnych”.
Andrzej Gowarzewski, autor książki Kolekcja klubów – Widzew, opisuje moment powstania RTS Widzew na stronie 60:

Komitet organizacyjny (w składzie: Antoni Sawicki, Ludwik Rękowski, Józef Wojtczak, Jan Augustyniak, Wacław Gapiński oraz Wincenty Suski) 24 stycznia 1922 zwołał walne zgromadzenie założycielskie Robotniczego Towarzystwa Sportowego Widzew. Podczas walnego zgromadzenia wybrano pierwszy zarząd z prezesem Bolesławem Świerożewiczem. Zarząd opracował statut RTS Widzew, zatwierdzony mocą postanowienia Urzędu Wojewódzkiego w Łodzi 29 marca 1922 pod sygnaturą L.Pr. 1588/1/III/22 i wciągnięty do rejestru stowarzyszeń i związków pod nr 520.

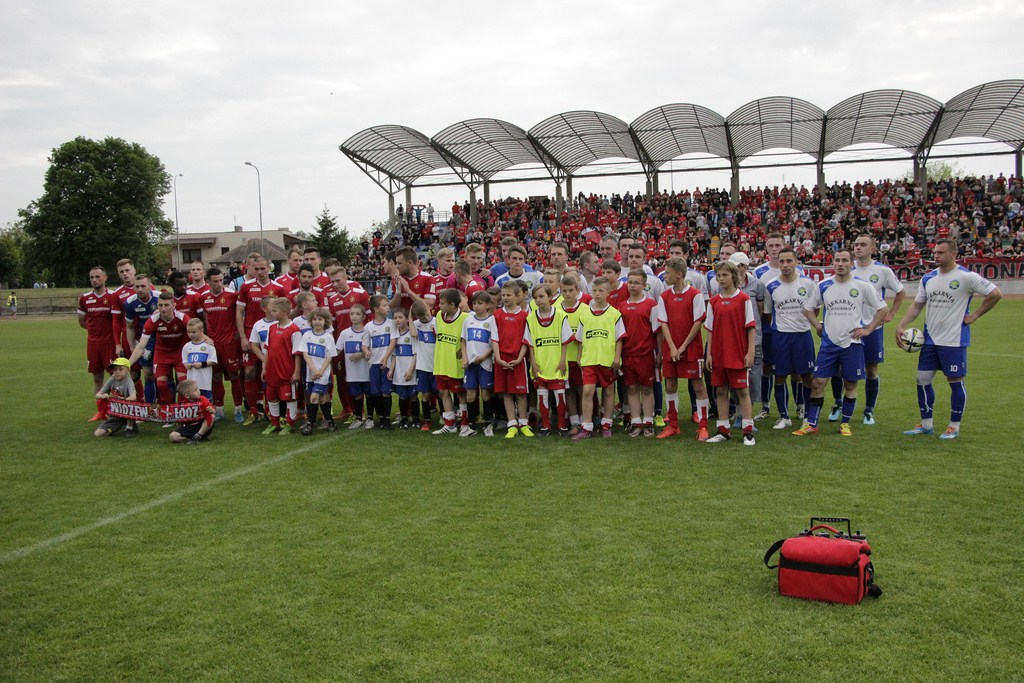
Piłkarze Widzewa Łódź i Jutrzenki Warta przed meczem o mistrzostwo IV ligi w 2016

W 1926 było jednym z klubów założycielskich Związku Robotniczych Stowarzyszeń Sportowych Rzeczypospolitej Polskiej. Innymi klubami były RKS „Skra”, RKS „Marymont”, RTKS „Sarmata”, RKS Lwów i RKS „Siła-Janów”. 

### Upadek i reaktywacja
W 2015 roku z powodu kłopotów finansowych spółka RTS Widzew Łódź upadła, a na jej miejsce powołano nowy podmiot – Stowarzyszenie Reaktywacja Tradycji Sportowych Widzew Łódź, który w sezonie 2015/16 wystartował w rozgrywkach IV ligi. W 2017 roku stowarzyszenie przekształciło się w spółkę akcyjną o nazwie: Widzew Łódź Spółka Akcyjna. W 2020, po pięciu latach, drużyna powróciła na zaplecze Ekstraklasy, a dwa sezony później, w 2022, awansowała do najwyższej klasy rozgrywkowej.

## Występy Widzewa w europejskich pucharach
Widzew ogółem wystąpił w 66 meczach w europejskich pucharach, z których 23 wygrał, 12 zremisował i 31 przegrał (bramki 86:108). Największym osiągnięciem był półfinał Pucharu Klubowych Mistrzów Europy w 1983 roku. Szerokim echem w Polsce i za granicą odbił się m.in. mecz ćwierćfinałowy Pucharu Mistrzów Widzew–Liverpool z 2 marca 1983 roku, w którym łodzianie pokonali zespół The Reds 2:0 (0:0), a także mecz 1/32 finału Pucharu UEFA z 14 września 1977 roku pomiędzy Manchesterem City i Widzewem Łódź, który zakończył się remisem 2:2 (1:0) na Maine Road.

## Polskie klasyki z udziałem Widzewa

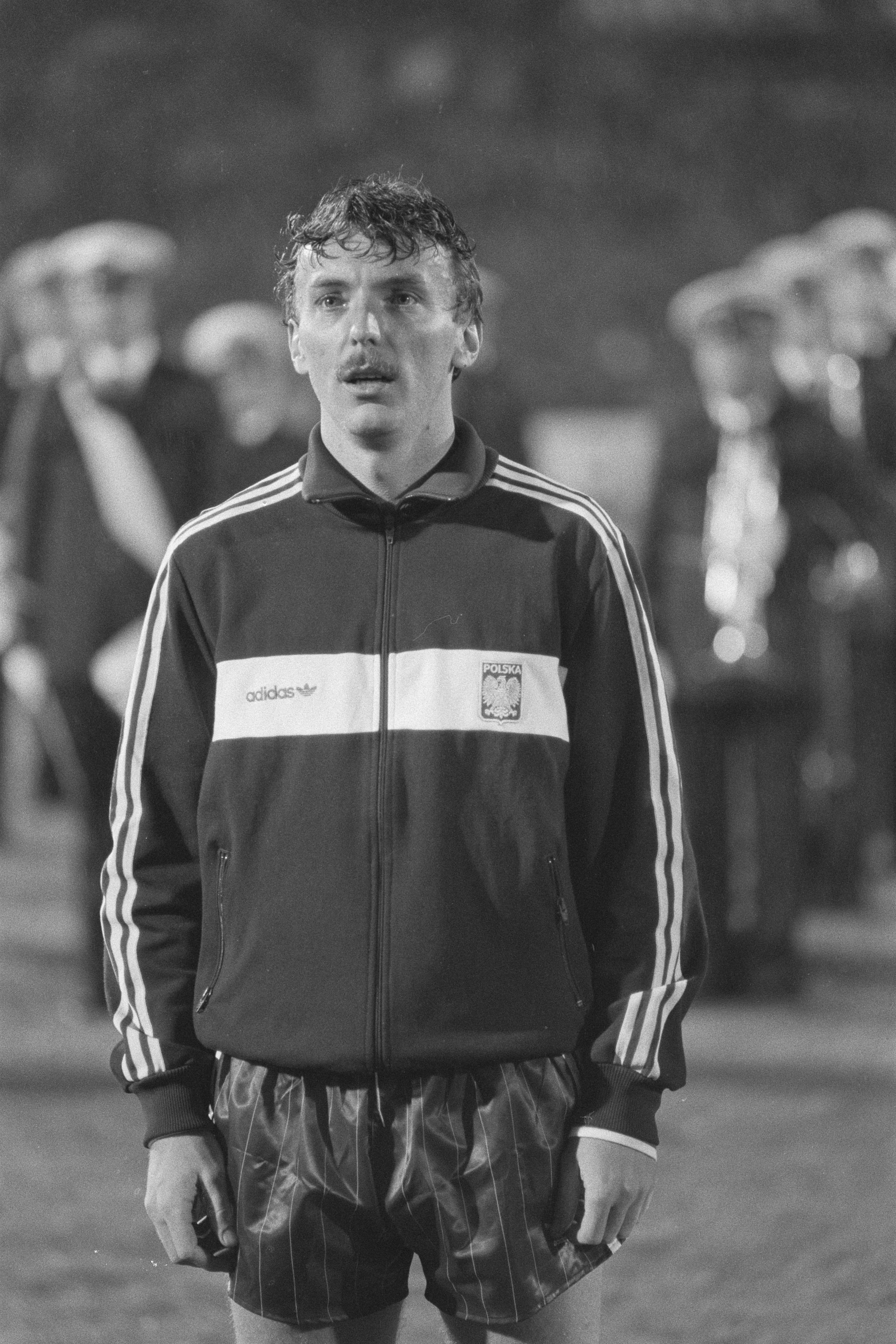
Zbigniew Boniek w Widzewie rozegrał 172 mecze strzelając 50 goli

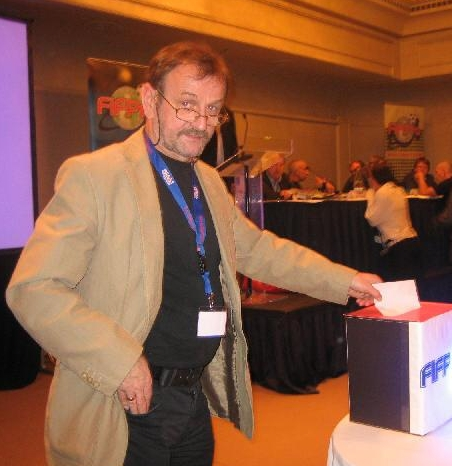
Marek Pięta (1954–2016) – piłkarz Widzewa, prezes Polskiego Związku Piłkarzy, prezes Stowarzyszenia Byłych Piłkarzy Widzewa Łódź im. Ludwika Sobolewskiego oraz członek Izby ds. Rozwiązywania Sporów Sportowych PZPN

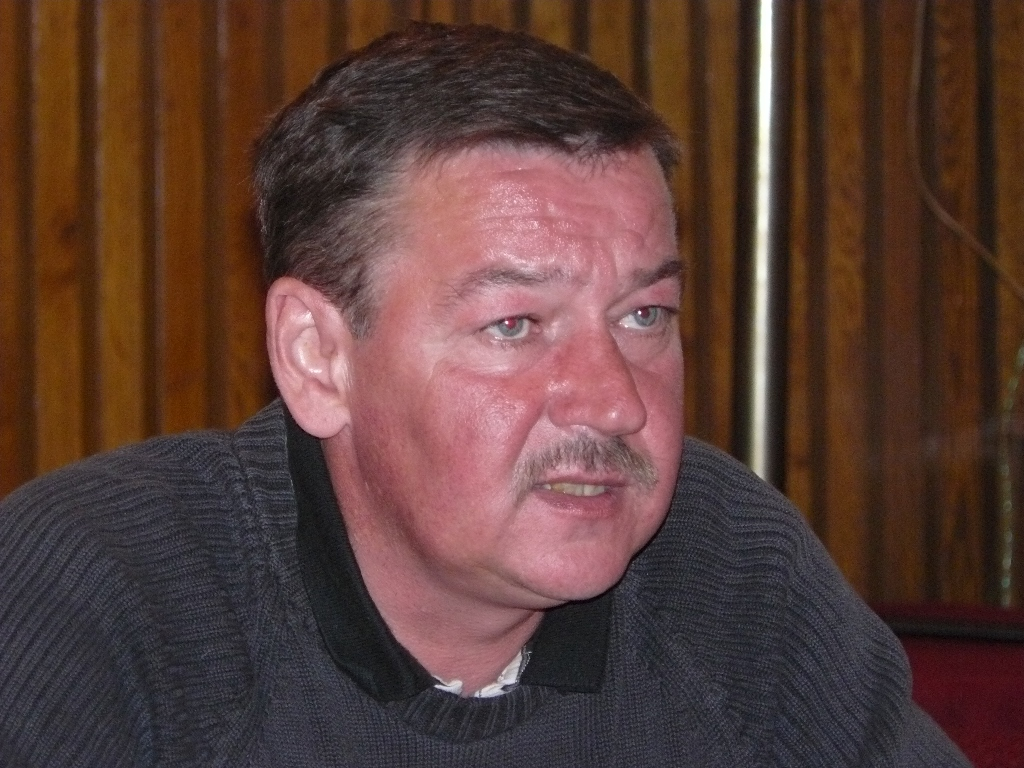
Wiesław Wraga – napastnik Widzewa Łódź w latach 1982–1990

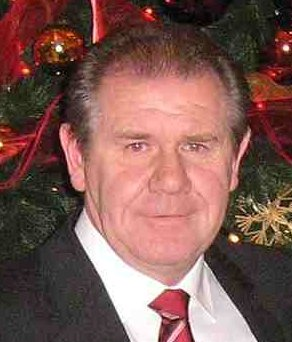
Włodzimierz Smolarek (1957–2012) – słynny piłkarz Widzewa Łódź

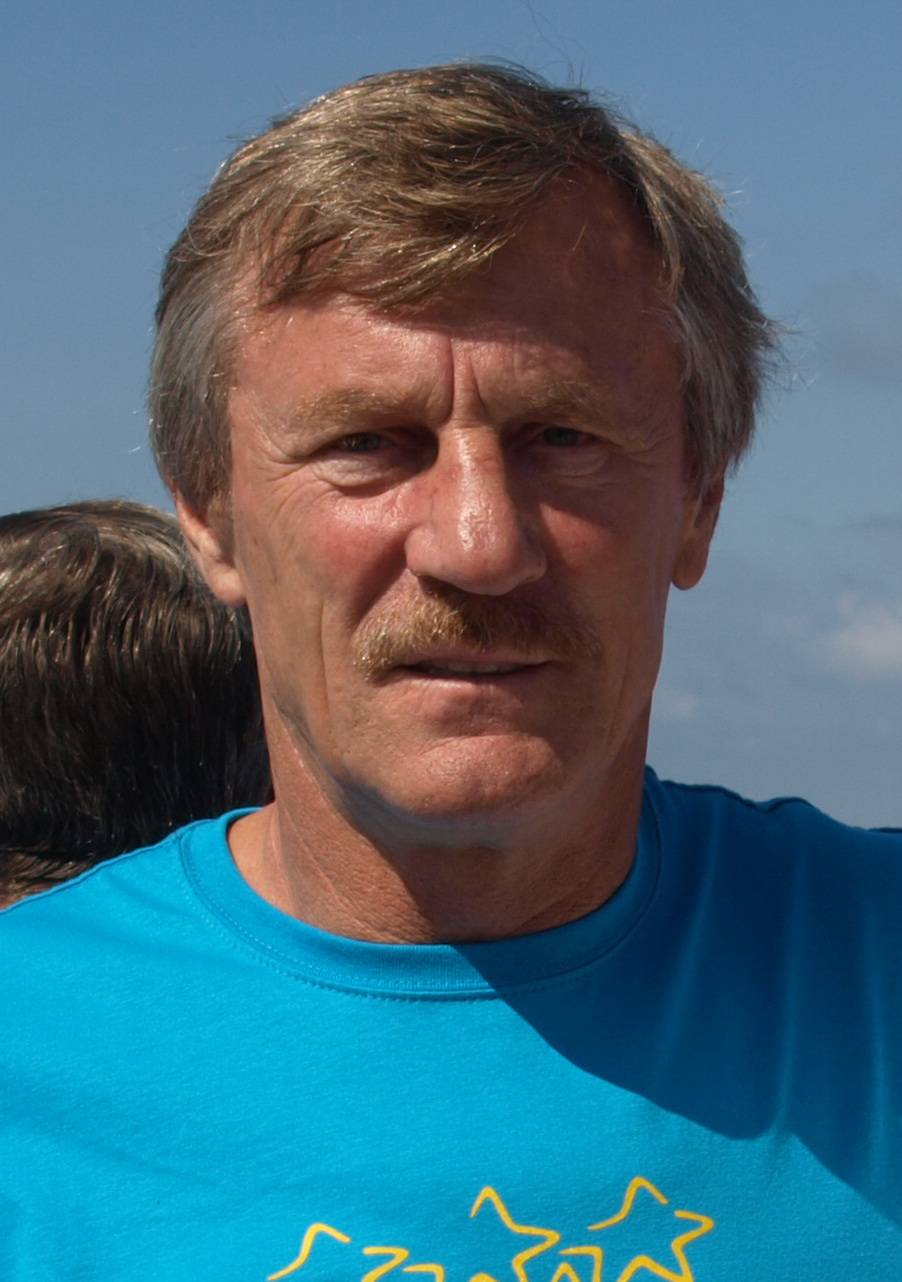
Józef Młynarczyk – bramkarz Widzewa oraz członek Klubu Wybitnego Reprezentanta

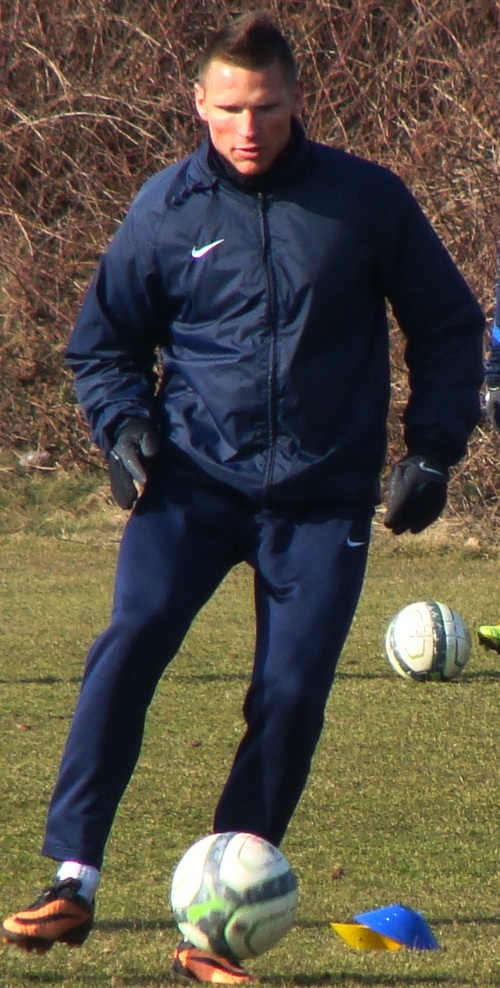
Marcin Robak w barwach łódzkiego Widzewa wywalczył m.in. koronę króla strzelców I Ligi oraz tytuł Pierwszoligowca Roku 2008. W 2019 roku powrócił do Widzewa i awansował z nim do I ligi

| Sezon     | W Łodzi   | W Warszawie |
| --------- | --------- | ----------- |
| 1948      | 1:6 (0:1) | 0:6 (0:4)   |
| 1975/1976 | 2:1 (1:0) | 1:1 (0:1)   |
| 1976/1977 | 2:0 (1:0) | 1:4 (0:3)   |
| 1977/1978 | 1:4 (1:3) | 1:1 (1:0)   |
| 1978/1979 | 0:2 (0:0) | 1:0 (1:0)   |
| 1979/1980 | 1:0 (0:0) | 1:1 (1:0)   |
| 1980/1981 | 0:0       | 0:0         |
| 1981/1982 | 2:0 (2:0) | 3:5 (3:2)   |
| 1982/1983 | 2:1 (0:0) | 2:4 (0:4)   |
| 1983/1984 | 1:0 (0:0) | 0:0         |
| 1984/1985 | 2:0 (1:0) | 0:0 (0:0)   |
| 1985/1986 | 3:1 (2:0) | 0:3 (0:2)   |
| 1986/1987 | 1:1 (0:1) | 1:0 (0:0)   |
| 1987/1988 | 0:0       | 0:1 (0:1)   |
| 1988/1989 | 0:0       | 1:1 (0:0)   |
| 1989/1990 | 1:1 (0:0) | 1:3 (0:2)   |
| 1991/1992 | 3:0 (2:0) | 0:1 (0:0)   |
| 1992/1993 | 2:0 (0:0) | 1:2 (0:1)   |
| 1993/1994 | 1:1 (0:1) | 0:2 (0:1)   |
| 1994/1995 | 1:1 (1:0) | 0:2 (0:1)   |
| 1995/1996 | 1:1 (1:1) | 2:1 (0:0)   |
| 1996/1997 | 1:0 (0:0) | 3:2 (0:1)   |
| 1997/1998 | 1:0 (0:0) | 1:3 (1:2)   |
| 1998/1999 | 3:2 (2:0) | 0:1 (0:0)   |
| 1999/2000 | 3:2 (2:1) | 1:2 (1:1)   |
| 2000/2001 | 0:0       | 0:0         |
| 2002/2003 | 1:3 (0:0) | 0:2 (0:0)   |
| 2003/2004 | 0:1 (0:0) | 0:6 (0:2)   |
| 2006/2007 | 0:1 (0:1) | 0:2 (0:1)   |
| 2007/2008 | 0:1 (0:0) | 1:3 (1:1)   |
| 2010/2011 | 0:1 (0:1) | 0:1 (0:0)   |
| 2011/2012 | 1:1 (1:1) | 0:2 (0:0)   |
| 2012/2013 | 1:1 (1:0) | 0:1 (0:0)   |
| 2013/2014 | 0:1 (0:0) | 1:5 (0:2)   |
| 2022/2023 | 1:2 (0:2) | 2:2 (0:1)   |
| 2023/2024 | 1:0 (0:0) | 1:3 (1:1)   |
| 2024/2025 | 0:2 (0:2) | 1:2 (1:1)   |

| Sezon     | W Łodzi   | W Poznaniu |
| --------- | --------- | ---------- |
| 1948      | 4:3 (2:2) | 1:1 (1:1)  |
| 1975/1976 | 1:1 (0:0) | 1:1 (1:0)  |
| 1976/1977 | 1:0 (0:0) | 0:1 (0:1)  |
| 1977/1978 | 0:0       | 0:0        |
| 1978/1979 | 1:2 (1:0) | 1:1 (1:1)  |
| 1979/1980 | 0:3 (0:0) | 1:3 (1:2)  |
| 1980/1981 | 3:0 (2:0) | 0:0        |
| 1981/1982 | 2:0 (1:0) | 1:0 (1:0)  |
| 1982/1983 | 2:1 (1:0) | 1:3 (0:0)  |
| 1983/1984 | 2:0 (1:0) | 1:0 (1:0)  |
| 1984/1985 | 0:0       | 4:0 (1:0)  |
| 1985/1986 | 1:1 (0:1) | 1:1 (1:0)  |
| 1986/1987 | 2:1 (0:1) | 1:1 (1:1)  |
| 1987/1988 | 1:0 (0:0) | 0:2 (0:1)  |
| 1988/1989 | 0:0       | 1:1 (0:0)  |
| 1989/1990 | 1:0 (0:0) | 0:0        |
| 1991/1992 | 2:2 (0:1) | 3:3 (1:2)  |
| 1992/1993 | 0:3 (0:0) | 3:3 (2:2)  |
| 1993/1994 | 0:0       | 1:3 (0:3)  |
| 1994/1995 | 4:3 (0:1) | 0:1 (0:0)  |
| 1995/1996 | 3:3 (1:0) | 1:1 (0:1)  |
| 1996/1997 | 2:2 (0:2) | 2:1 (0:0)  |
| 1997/1998 | 0:1 (0:1) | 3:1 (2:0)  |
| 1998/1999 | 3:0 (1:0) | 0:2 (0:0)  |
| 1999/2000 | 2:2 (1:1) | 5:3 (3:1)  |
| 2002/2003 | 2:2 (1:1) | 1:2 (1:0)  |
| 2003/2004 | 1:1 (0:0) | 1:1 (1:1)  |
| 2006/2007 | 3:2 (2:0) | 1:6 (1:1)  |
| 2007/2008 | 1:1 (0:0) | 0:1 (0:0)  |
| 2010/2011 | 1:1 (0:0) | 0:1 (0:1)  |
| 2011/2012 | 0:0       | 1:0 (0:0)  |
| 2012/2013 | 0:1 (0:0) | 0:4 (0:0)  |
| 2013/2014 | 2:2 (0:1) | 0:1 (0:1)  |
| 2022/2023 | 1:2 (0:0) | 0:2 (0:0)  |
| 2023/2024 | 1:1 (1:1) | 3:1 (1:0)  |
| 2024/2025 | 2:1 (2:1) | 1:4 (0:2)  |

### Derby Łodzi
Mecze Widzewa Łódź z Łódzkim Klubem Sportowym to jedne z najbardziej znanych w polskiej piłce klubowej derby, czyli specyficzny rodzaj meczu, w którym grają drużyny z jednego miasta w tej samej klasie rozgrywek. Nieraz nazywa się te spotkania „świętą wojną”.
3 czerwca 1948 roku na stadionie przy al. Unii (choć gospodarzem był Widzew) po raz pierwszy spotkały się w ekstraklasie drużyny ŁKS i Widzewa. Wygrał wówczas bardziej doświadczony ŁKS 6:2 (4:1). Dla Widzewa obie bramki strzelił Fornalczyk.
Regularne spotkania derbowe pomiędzy tymi drużynami rozpoczęły się jednak dopiero w 1975 roku wraz z ponownym awansem Widzewa do I ligi. Beniaminek udanie zrewanżował się Łódzkiemu Klubowi Sportowemu z al. Unii za dwie porażki sprzed 27 lat. 6 sierpnia 1975 roku na stadionie ŁKS-u (w obecności 35 tys. widzów) Widzew zwyciężył 2:1 (0:1) po dwóch bramkach Tadeusza Błachny.
Do tej pory rozegrano 69 meczów derbowych w Ekstraklasie, I i III lidze razem. Korzystniejszy bilans mają Widzewiacy. Wygrali oni 29 spotkań, 27 zremisowali, a ŁKS wygrał mecze derbowe 13 razy. Stosunek bramek wynosi 97 do 70 dla Widzewa.

### Widzew –Lech Poznań
Mecze Widzew – Lech bardzo często były emocjonujące i obfitowały w dużą ilość goli. Aż 25-krotnie padały trzy (lub więcej) bramki. Spotkania tych drużyn miały szczególne znaczenie, gdy obie jedenastki rywalizowały o czołowe miejsca w I lidze (sezony 1982/1983 – Lech pierwszy, Widzew drugi, 1983/1984 – Lech pierwszy, Widzew drugi, 1984/1985 – Widzew trzeci, Lech czwarty, 1985/1986 – Widzew trzeci, Lech czwarty, 1991/1992 – Lech pierwszy, Widzew trzeci, 1998/1999 – Widzew drugi, Lech czwarty). Warto też odnotować, że to właśnie meczem z Lechem Poznań (14 marca 1948) Widzew zadebiutował w ekstraklasie.

### Widzew –Wisła Kraków
Mecze tych drużyn zawsze były niesamowicie interesujące. 31 lipca 1999 padł wynik 3:4 dla Wisły. Dnia 15 marca 2000 krakowianie po raz drugi pokonali łodzian. Tym razem było 3:1. 5 sierpnia tego samego roku, padł remis 2:2. 30 marca 2001 po raz pierwszy wygrali Widzewiacy. Było to wysokie zwycięstwo 3:0. 4 sierpnia 2001 Widzew zwyciężył po raz drugi, tym razem 3:2. W rewanżu 30 września Wiślacy wygrali 2:0. 17 listopada 2002 Widzew przegrał 2:4, a 31 maja 2003 1:0. 4 października 2003 Wiślacy po raz kolejny pokonali Widzewiaków. Padł wynik 3:1. 2 maja 2004 Wisła wygrała 3:1. 22 września 2006 łodzianie przegrali 2:0, a 22 kwietnia 2007 padł bezbramkowy remis. W meczu rozgrywanym 18 sierpnia 2007 Widzew przegrał na własnym stadionie z krakowską Wisłą 1:3.
Ostatni pojedynek z Białą Gwiazdą miał miejsce 28 lutego 2024, w ramach 1/4 finału Pucharu Polski. Spotkanie rozgrywane w Krakowie zakończyło się po dogrywce wynikiem 2:1 dla gospodarzy.

### Widzew –Legia Warszawa
Mecze obu drużyn często rozgrywane były na koniec sezonu i rozstrzygały o mistrzostwie dla zwycięskiej ekipy. Do 1975 r. obie ekipy spotkały się w lidze tylko 2 razy: w 1948 r. Widzew przegrał 6:0 w Warszawie i 1:6 w Łodzi.
W latach 1975–1995 rywalizacja była bardzo wyrównana: mecze prawie zawsze kończyły się zwycięstwem gospodarzy lub remisem.
Lata 1996–2000 są okresem dominacji Widzewa w bezpośrednich meczach z Legią.
Pod koniec lat 90. XX wieku mecze te pomiędzy tymi drużynami były jednymi z najważniejszych i najbardziej emocjonujących w lidze. Meczem, który na dobre wpisał się w historię polskiego futbolu jest spotkanie z 18 czerwca 1997 roku. Była to przedostatnia kolejka. Legia podejmowała u siebie Widzew. Przed tym spotkaniem Widzew miał jeden punkt przewagi nad warszawską Legią (stosunek 75:74). Zwycięzca z tego spotkania zgarniał pierwsze miejsce w lidze. Do 85. minuty wydawało się, że Widzew nie odrobi dwubramkowej straty. Jak się okazało, dokonali niemożliwego. W ciągu pięciu minut, Szamotulski musiał 3 razy wyciągać piłkę z bramki. Pokonali go kolejno Sławomir Majak, Dariusz Gęsior i Andrzej Michalczuk. Ostatecznie Widzew Łódź pokonał Legię Warszawa 3:2 i po raz czwarty zdobył mistrzostwo Polski.
Z powodu coraz słabszej gry Widzewa prestiż tych spotkań spadł, zaś początek XXI wieku przyniósł niemoc Widzewa, który od 2000 do 2024 r. nie potrafił pokonać warszawskiej Legii. Szczególnie bolesny był pogrom w Warszawie w 2004 r., kiedy to Legia wygrała 6:0: jednego z goli zdobył z rzutu karnego bramkarz Artur Boruc (jednocześnie znany kibic Legii), hattricka strzelił Marek Saganowski (wychowanek ŁKS-u), a następny mecz zdecydował o spadku Widzewa z ekstraklasy. Widzew przełamał niekorzystną passę w meczach z Legią 10 marca 2024, zwyciężając w Łodzi 1:0 po golu Frana Álvareza.

### Bilans Widzewa
| Bilans Widzew-Lech  |     |
| Zwycięstwa Widzewa  | 22  |
| Remisy              | 32  |
| Zwycięstwa Lecha    | 21  |
| Rozegrane spotkania | 75  |
| Bramki dla Widzewa  | 95  |
| Bramki dla Lecha    | 100 |

| Bilans Widzew-Legia |     |
| Zwycięstwa Widzewa  | 20  |
| Remisy              | 20  |
| Zwycięstw Legii     | 43  |
| Rozegrane spotkania | 83  |
| Bramki dla Widzewa  | 74  |
| Bramki dla Legii    | 129 |

| Bilans Widzew-Wisła |     |
| Zwycięstwa Widzewa  | 17  |
| Remisy              | 16  |
| Zwycięstwa Wisły    | 34  |
| Rozegrane spotkania | 67  |
| Bramki dla Widzewa  | 74  |
| Bramki dla Wisły    | 115 |

| Bilans derbów Łodzi | Bilans derbów Łodzi | Bilans derbów Łodzi | Bilans derbów Łodzi |
| Mecze               | Zwycięstwa Widzewa  | Remisy              | Zwycięstwa ŁKS-u    |
| ------------------- | ------------------- | ------------------- | ------------------- |
| 79                  | 30                  | 29                  | 20                  |

## Udział w rozgrywkach ligowych

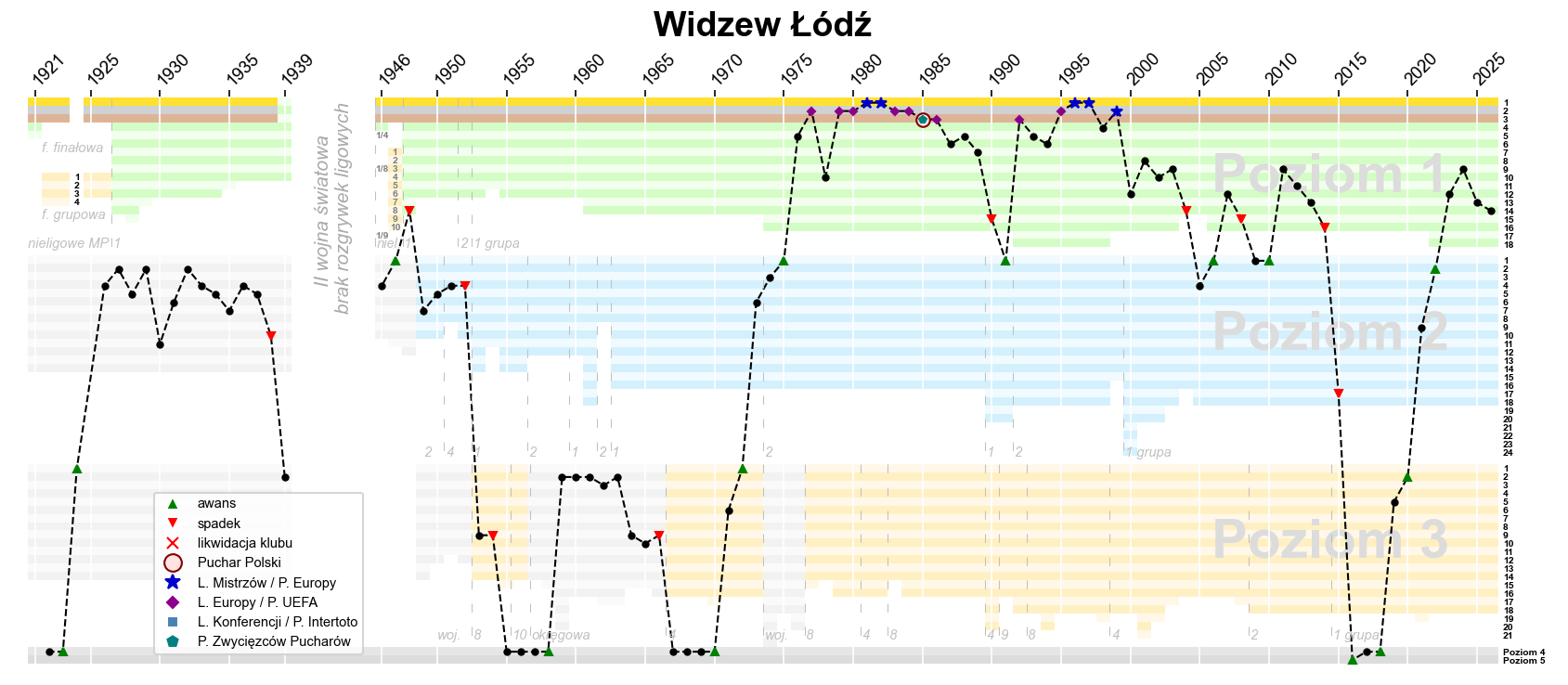
Dzieje występów Widzewa Łódź w rozgrywkach ligowych

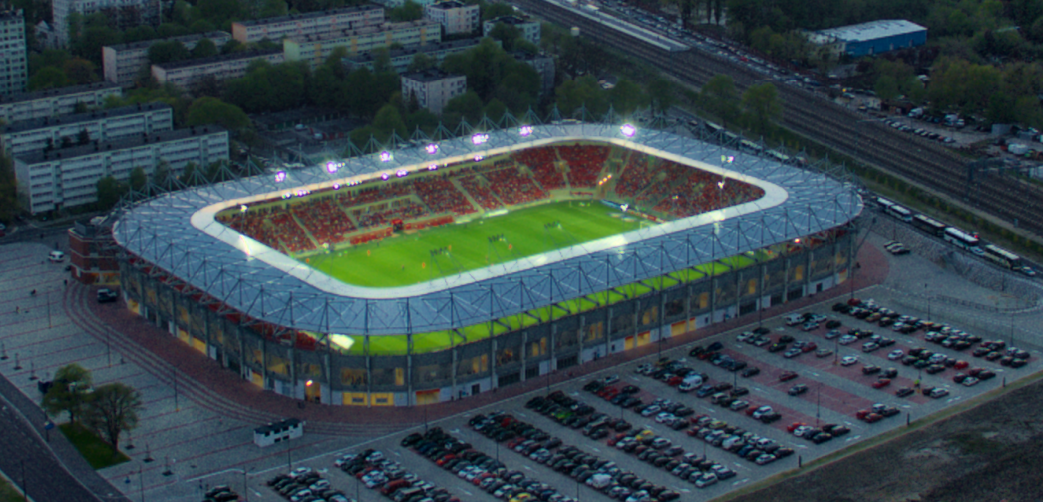
Stadion Miejski Widzewa Łódź

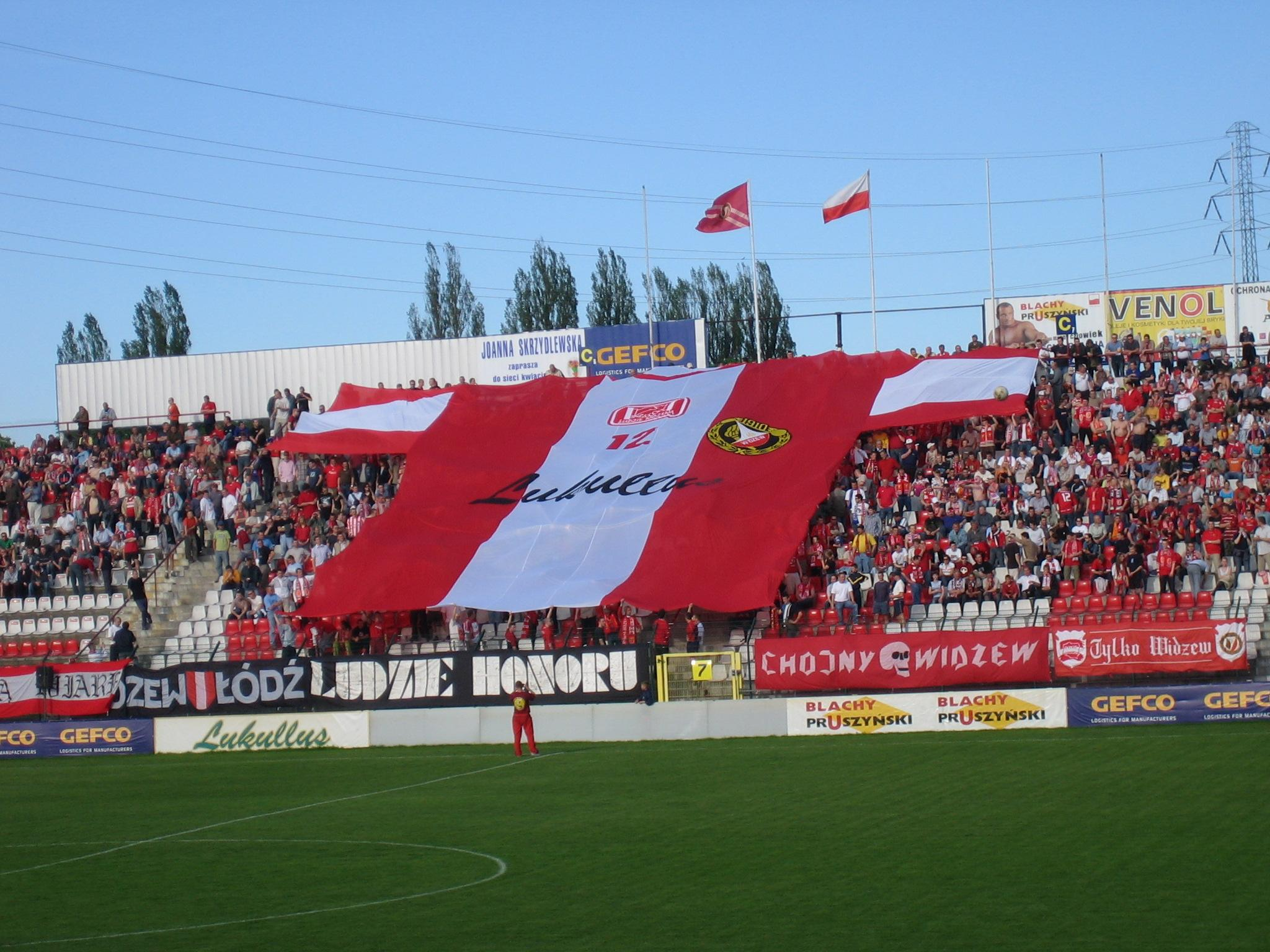
Fani Widzewa podczas meczu na starym stadionie Widzewa w Łodzi, widok na trybunę C.

| Poziom ligowy | Liczba sezonów | Sezony                                                                                 |
| ------------- | -------------- | -------------------------------------------------------------------------------------- |
| I             | 36             | 1948, 1975–1990, 1991–2004, 2006–2008, 2010–2014, od 2022                              |
| II            | 27             | 1926–1938, 1949–1952, 1972–1975, 1990/1991, 2004–2006, 2008–2010, 2014/2015, 2020–2022 |
| III           | 17             | 1923–1925, 1938/1939, 1953–1954, 1959–1966, 1970–1972, 2018–2020                       |
| IV            | 10             | 1922, 1955–1958, 1966–1970, 2016/2017                                                  |
| V             | 1              | 2015/2016                                                                              |

| Sezon     | Rozgrywki ligowe | Rozgrywki ligowe           | Rozgrywki ligowe | Rozgrywki ligowe | Rozgrywki ligowe | Rozgrywki ligowe | Rozgrywki ligowe | Rozgrywki ligowe | Rozgrywki ligowe | Rozgrywki ligowe | Uwagi |
| Sezon     | K                | Liga                       | Miejsce          | M                | W                | R                | P                | B+               | B-               | Pkt              | Uwagi |
| --------- | ---------------- | -------------------------- | ---------------- | ---------------- | ---------------- | ---------------- | ---------------- | ---------------- | ---------------- | ---------------- | --- |
| 1948      | I                | Liga                       | 14/14            | 26               | 5                | 3                | 18               | 31               | 99               | 13               | |
| 1949      | II               | II liga                    | 7/10             | 18               | 6                | 4                | 8                | 19               | 29               | 16               | występ w gr. północnej |
| 1950      | II               | II liga                    | 5/10             | 18               | 9                | 1                | 8                | 40               | 37               | 19               | występ w gr. zachodniej |
| 1951      | II               | II liga (grupa B)          | 4/8              | 14               | 7                | 2                | 5                | 40               | 24               | 16               | |
| 1952      | II               | II liga (grupa B)          | 4/10             | 18               | 7                | 4                | 7                | 24               | 27               | 18               | |
| 1953      | III              | III liga (grupa VIII)      | 9/12             | 22               |                  |                  |                  | 40               | 48               | 21               | |
| 1954      | III              | III liga (grupa VIII)      | 9/10             | 18               |                  |                  |                  |                  |                  | 12               | |
|           |                  |                            |                  |                  |                  |                  |                  |                  |                  |                  | |
| 1959      | III              | Liga okręgowa (grupa Łódź) | 2/12             | 2                |                  |                  |                  | 33               | 21               | 25               | |
| 1960      | III              | Liga okręgowa (grupa Łódź) | 2/12             | 2                |                  |                  |                  | 48               | 19               | 29               | |
|           |                  |                            |                  |                  |                  |                  |                  |                  |                  |                  | |
| 1970/1971 | III              | III liga (grupa III)       | 6/16             | 30               | 14               | 6                | 10               | 54               | 38               | 34               | |
| 1971/1972 | III              | III liga (grupa III)       | 1/16             | 30               |                  |                  |                  | 50               | 24               | 42               | |
| 1972/1973 | II               | II liga                    | 6/16             | 30               | 12               | 7                | 11               | 34               | 40               | 31               | |
| 1973/1974 | II               | II liga                    | 3/16             | 30               | 14               | 8                | 8                | 37               | 25               | 36               | występ w gr. północnej |
| 1974/1975 | II               | II liga                    | 1/16             | 30               | 19               | 4                | 7                | 41               | 17               | 42               | występ w gr. północnej |
| 1975/1976 | I                | I liga                     | 5/16             | 30               | 10               | 12               | 8                | 33               | 33               | 32               | |
| 1976/1977 | I                | I liga                     | 2/16             | 30               | 14               | 10               | 6                | 46               | 31               | 38               | |
| 1977/1978 | I                | I liga                     | 10/16            | 30               | 9                | 10               | 11               | 34               | 40               | 28               | |
| 1978/1979 | I                | I liga                     | 2/16             | 30               | 14               | 11               | 5                | 37               | 26               | 39               | |
| 1979/1980 | I                | I liga                     | 2/16             | 30               | 13               | 10               | 7                | 47               | 39               | 36               | |
| 1980/1981 | I                | I liga                     | 1/16             | 30               | 14               | 11               | 5                | 39               | 25               | 39               | |
| 1981/1982 | I                | I liga                     | 1/16             | 30               | 14               | 11               | 5                | 45               | 31               | 39               | |
| 1982/1983 | I                | I liga                     | 2/16             | 30               | 13               | 12               | 5                | 50               | 30               | 38               | |
| 1983/1984 | I                | I liga                     | 2/16             | 30               | 15               | 12               | 3                | 43               | 25               | 42               | |
| 1984/1985 | I                | I liga                     | 3/16             | 30               | 13               | 12               | 5                | 34               | 16               | 38               | Zdobycie Pucharu Polski |
| 1985/1986 | I                | I liga                     | 3/16             | 30               | 15               | 11               | 4                | 40               | 25               | 41               | |
| 1986/1987 | I                | I liga                     | 6/16             | 30               | 14               | 7                | 9                | 34               | 29               | 36               | |
| 1987/1988 | I                | I liga                     | 5/16             | 30               | 8                | 15               | 7                | 28               | 24               | 31               | |
| 1988/1989 | I                | I liga                     | 7/16             | 30               | 9                | 12               | 9                | 27               | 27               | 29               | |
| 1989/1990 | I                | I liga                     | 15/16            | 30               | 4                | 12               | 14               | 22               | 39               | 17               | |
| 1990/1991 | II               | II liga                    | 2/20             | 38               | 17               | 14               | 7                | 57               | 29               | 48               | |
| 1991/1992 | I                | I liga                     | 3/18             | 34               | 17               | 9                | 8                | 48               | 28               | 43               | |
| 1992/1993 | I                | I liga                     | 5/18             | 34               | 16               | 11               | 7                | 60               | 42               | 43               | |
| 1993/1994 | I                | I liga                     | 6/18             | 34               | 12               | 15               | 7                | 45               | 33               | 39               | |
| 1994/1995 | I                | I liga                     | 2/18             | 34               | 17               | 11               | 6                | 48               | 25               | 45               | |
| 1995/1996 | I                | I liga                     | 1/18             | 34               | 27               | 7                | 0                | 84               | 22               | 88               | |
| 1996/1997 | I                | I liga                     | 1/18             | 34               | 25               | 6                | 3                | 74               | 21               | 81               | |
| 1997/1998 | I                | I liga                     | 4/18             | 34               | 18               | 7                | 9                | 53               | 34               | 61               | |
| 1998/1999 | I                | I liga                     | 2/16             | 30               | 18               | 2                | 10               | 50               | 33               | 56               | W sezonie 1998/1999 mistrzostwo wywalczyła Wisła Kraków, jednak z powodu chuligańskich zachowań kibiców na stadionie w Krakowie, UEFA wykluczyła ten klub z europejskich pucharów, dzięki temu miejsce w eliminacjach LM przypadło Widzewowi. |
| 1999/2000 | I                | I liga                     | 7/16             | 30               | 11               | 7                | 12               | 48               | 54               | 40               | |
| 2000/2001 | I                | I liga                     | 12/16            | 30               | 9                | 9                | 12               | 33               | 40               | 36               | |
| 2001/2002 | I                | I liga                     | 8/8              | 14               | 3                | 2                | 9                | 9                | 24               | 11               | występ w gr. A |
| 2001/2002 | I                | I liga                     | 10/16            | 14               | 6                | 7                | 1                | 19               | 8                | 31               | występ w gr. spadkowej |
| 2002/2003 | I                | I liga                     | 9/16             | 30               | 10               | 7                | 13               | 29               | 39               | 37               | |
| 2003/2004 | I                | I liga                     | 14/14            | 26               | 4                | 7                | 15               | 25               | 52               | 19               | |
| 2004/2005 | II               | II liga                    | 4/18             | 34               | 16               | 10               | 8                | 44               | 26               | 58               | przegrany baraż o I ligę |
| 2005/2006 | II               | II liga                    | 1/18             | 34               | 18               | 8                | 8                | 53               | 28               | 62               | |
| 2006/2007 | I                | I liga                     | 12/16            | 30               | 7                | 7                | 16               | 27               | 48               | 28               | |
| 2007/2008 | I                | I liga                     | 15/16            | 30               | 5                | 11               | 14               | 27               | 42               | 26               | |
| 2008/2009 | II               | I liga                     | 1/18             | 34               | 21               | 9                | 4                | 55               | 23               | 72               | Mimo sportowo wywalczonego awansu, PZPN nie dopuścił Widzewa do występów w Ekstraklasie z powodu powiązania klubu z aferą korupcyjną. |
| 2009/2010 | II               | I liga                     | 1/18             | 34               | 23               | 8                | 3                | 62               | 17               | 77               | |
| 2010/2011 | I                | Ekstraklasa                | 9/16             | 30               | 11               | 10               | 9                | 41               | 34               | 43               | |
| 2011/2012 | I                | Ekstraklasa                | 11/16            | 30               | 9                | 12               | 9                | 25               | 26               | 39               | |
| 2012/2013 | I                | Ekstraklasa                | 13/16            | 30               | 8                | 9                | 13               | 30               | 41               | 23               | |
| 2013/2014 | I                | Ekstraklasa                | 16/16            | 30               | 5                | 7                | 18               | 26               | 51               | 11               | |
| 2014/2015 | II               | I liga                     | 17/18            | 34               | 4                | 10               | 20               | 25               | 58               | 22               | |
| 2015/2016 | V                | IV liga (grupa V)          | 1/20             | 38               | 27               | 7                | 4                | 86               | 16               | 88               | |
| 2016/2017 | IV               | III liga (grupa I)         | 3/20             | 34               | 19               | 9                | 6                | 57               | 34               | 66               | |
| 2017/2018 | IV               | III liga (grupa I)         | 1/20             | 34               | 22               | 8                | 4                | 63               | 25               | 74               | |
| 2018/2019 | III              | II liga                    | 5/20             | 34               | 13               | 16               | 5                | 48               | 29               | 55               | |
| 2019/2020 | III              | II liga                    | 2/18             | 34               | 17               | 8                | 9                | 65               | 37               | 59               | |
| 2020/2021 | II               | I liga                     | 9/18             | 34               | 11               | 13               | 10               | 30               | 36               | 46               | |
| 2021/2022 | II               | I liga                     | 2/18             | 34               | 18               | 8                | 8                | 53               | 38               | 62               | |
| 2022/2023 | I                | Ekstraklasa                | 12/18            | 34               | 11               | 8                | 15               | 38               | 47               | 41               | |
| 2023/2024 | I                | Ekstraklasa                | 9/18             | 34               | 13               | 7                | 14               | 45               | 46               | 46               | |
| 2024/2025 | I                | Ekstraklasa                | 13/18            | 34               | 11               | 7                | 16               | 38               | 49               | 40               | |

## Stadion
Na początku 2017 roku zakończono projekt dotyczący zaprojektowania i budowy nowego stadionu wraz z przebudową pobliskiej infrastruktury przy al. Piłsudskiego 138 (umowa z firmą Mosty Łódź S.A. z 24 lipca 2014). Obiekt z jednopoziomowymi, w pełni zadaszonymi trybunami, o pojemności 18018 miejsc siedzących został oddany miastu przez wykonawcę na początku 2017 roku. Nowy stadion wyróżnia się elewacją trybuny głównej. Szkło i beton architektoniczny wizualnie łączą się z klinkierem nawiązującym luźno do przemysłowej architektury Łodzi.
Stary stadion miał pojemność 10500 miejsc (wszystkie miejsca siedzące, w tym zadaszone – 1268 miejsc). 22 listopada 2014 został rozegrany na nim ostatni mecz, podczas którego Widzew zremisował 1:1 (1:1) z GKS Katowice.
W związku z budową nowego stadionu w Łodzi, drużyna Widzewa zmuszona była rozgrywać mecze domowe na stadionie zastępczym – w sezonie 2014/15 mecze domowe rozgrywano w Byczynie, zaś przez półtora kolejnego sezonu stadionem domowym był obiekt Szkoły Mistrzostwa Sportowego w Łodzi przy ulicy Milionowej. 18 marca 2017 roku odbył się pierwszy mecz na nowym stadionie. Widzew Łódź pokonał Motor Lubawa 2:0. Strzelcem historycznej, pierwszej bramki na nowym stadionie został Mateusz Michalski.

## Prezesi klubu

### jakoTMRF Widzew
- 1910: Emil Putti
- 1911–1914: Stanisław Kułakowski
- 1914: Ireneusz Kłusak

### jako Widzew Łódź
(Stan na 2023-05-23)

- 1922–1925: Bolesław Świerożewicz
- 1925–1927: Karol Rękowski
- 1927–1930: Seweryn Malinowski
- 1930–1932: Karol Rękowski
- 1932–1934: Marian Malinowski
- 1934–1936: Tadeusz Michalski
- 1936–1937: Stefan Kaczmarek
- 1937–1938: Edward Andrzejak
- 1938–1939: Tadeusz Michalski
- 1940–1945: p.o. Mieczysław Kotarski
- 1945–1948: Tadeusz Michalski
- 1948–1952: Marian Malinowski
- 1952–1954: Jan Marciniak
- 1954–1955: Tadeusz Wojciechowski
- 1955: Józef Pokorski
- 1955–1969: Józef Doryń
- 1969–1973: Tadeusz Glonek
- 1973–1975: Edward Zientarski
- 1975–1978: Jerzy Krawczyk
- 1978–1987: Ludwik Sobolewski
- 1987–1989: Wiesław Brzozowski
- 1989–1993: Ludwik Sobolewski
- 1993: Andrzej Grajewski
- 1993–1998: Andrzej Pawelec
- 1998: p.o. Jacek Dzieniakowski
- 1998: Ludwik Sobolewski
- 1998–2001: Andrzej Pawelec
- 2001–2002: Andrzej Wojciechowski
- 2002: Mirosław Czesny
- 2002–2003: Jacek Dzieniakowski
- 2003: Mirosław Czesny
- 2003: Witold Skrzydlewski
- 2003–2004: Jerzy Porczyński
- 2004: p.o. Jacek Dzieniakowski
- 2004: Witold Skrzydlewski
- 2004–2007: Władysław Puchalski
- 2007–2008: Bogusław Sosnowski
- 2008–2012: Marcin Animucki
- 2012: p.o. Monika Miłkowska-Bruczko
- 2013: Rafał Walczak
- 2013–2014: Paweł Młynarczyk
- 2014–2015: Sylwester Cacek
- 2015–2016: Marcin Ferdzyn
- 2016–2018: Przemysław Klementowski
- 2018–2019: Remigiusz Brzeziński (prezes tymczasowy)
- 2019: Jakub Kaczorowski
- 2019–2020: Martyna Pajączek
- 2021: Piotr Szor (prezes tymczasowy)
- 2021–2023 Mateusz Dróżdż
- 2023– Michał Rydz

Prezesi honorowi
(Dane statystyczne aktualne na dzień 05.06.2019)

- Seweryn Malinowski
- Marian Malinowski
- Jan Marciniak
- Tadeusz Michalski
- Józef Pokorski
- Edward Andrzejak
- Józef Doryń
- Józef Wasiak
- Ludwik Sobolewski

## Trenerzy

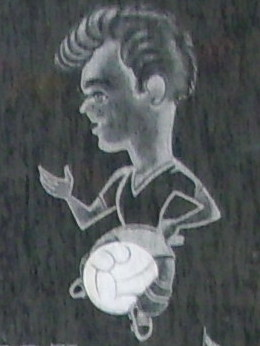
Leszek Jezierski – trener klubu w latach 1969–1976 i 1993

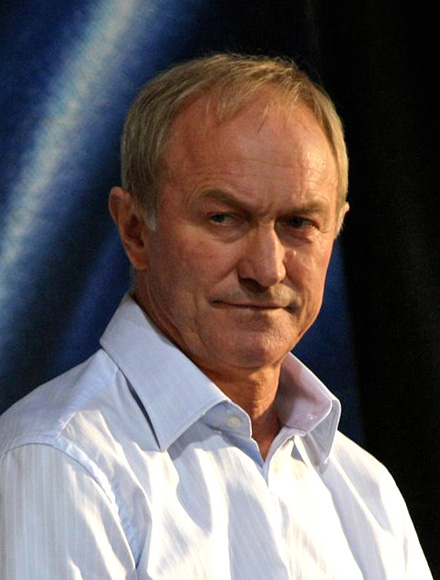
Franciszek Smuda – trener klubu w latach 1995–1998, 2002, 2003, 2004, 2017–2018

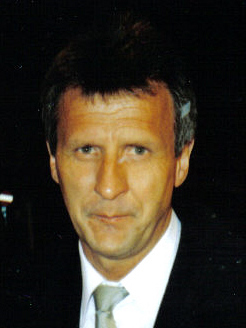
Stefan Majewski – trener klubu w latach 2004–2006

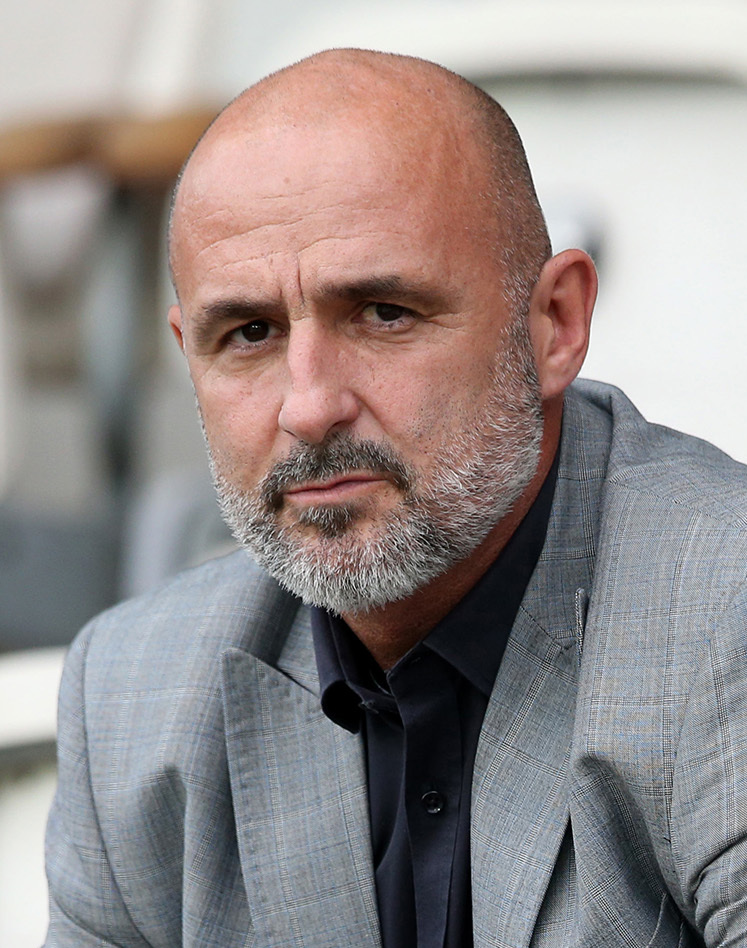
Michał Probierz – trener klubu w latach 2006–2007

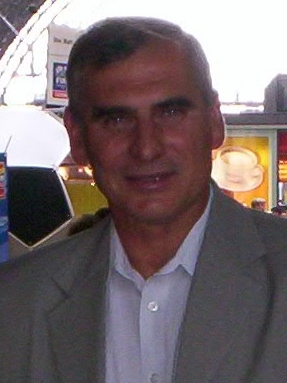
Paweł Janas – trener klubu w latach 2009–2010

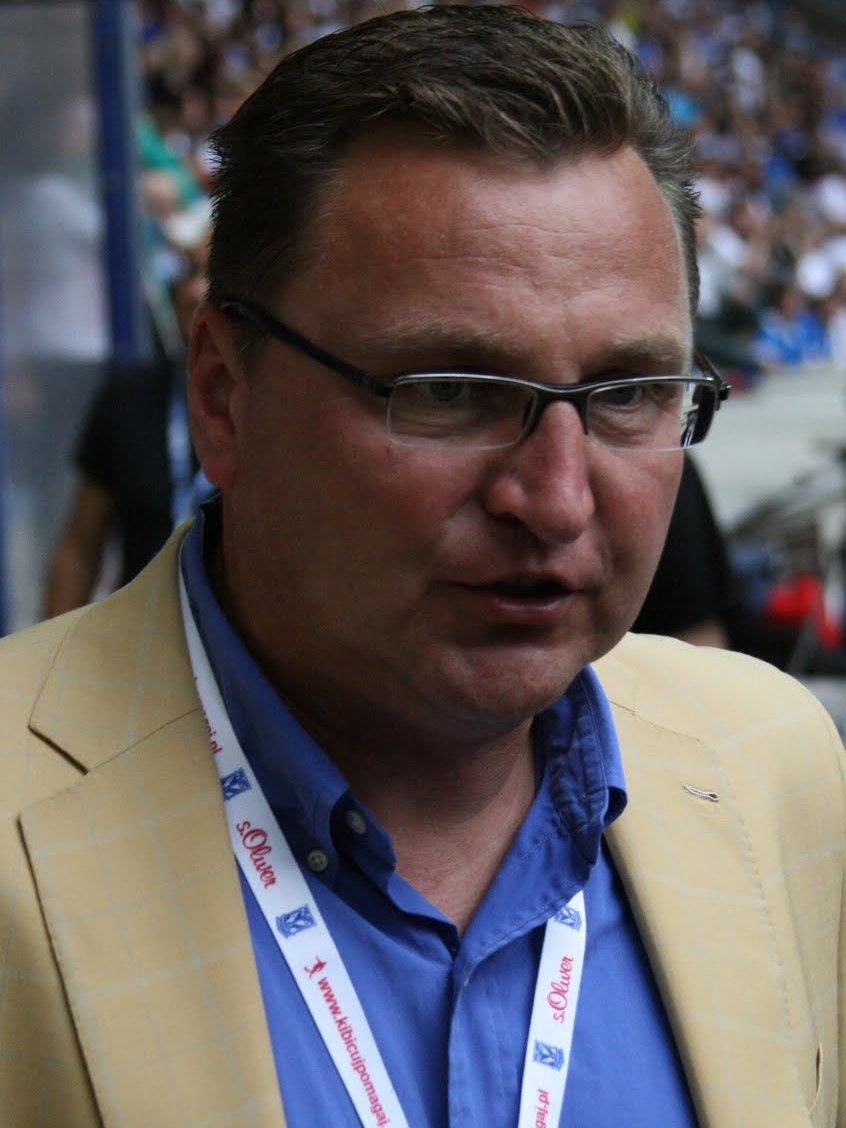
Czesław Michniewicz – trener klubu w latach 2010–2011

(Stan na 2023-06-18)
| Lp.   | Państwo                     | Imię i nazwisko                    | Okres urzędowania |
| 1.    | Polska                      | Zygmunt Otto                       | 1948              |
| 2.    | Czechosłowacja / Jugosławia | Pavel Lovas (1. kadencja)          | 1948              |
| 3.    | Polska                      | Wacław Pegza                       | 1949              |
| 4.    | Polska                      | Władysław Król                     | 1950–1951         |
| –     | –                           | wakat                              | 1952              |
| 5.    | Polska                      | Bernard Zgoll                      | 1953–1954         |
| (2.)  | Czechosłowacja / Jugosławia | Pavel Lovas (2. kadencja)          | 1954              |
| 6.    | Polska                      | Zygmunt Rotte                      | 1954–1955         |
| 7.    | Jugosławia                  | Stefan Maslovarić                  | 1956              |
| 8.    | Polska                      | Józef Skwierczyński                | 1956              |
| 9.    | Polska                      | Józef Doryń                        | 1957              |
| 10.   | Polska                      | Kazimierz Radwański                | 1958–1959         |
| 11.   | Polska                      | Czesław Kozłowski                  | 1960–1961         |
| 12.   | Polska                      | Edward Kołpa (1. kadencja)         | 1961–1963         |
| 13.   | Polska                      | Henryk Koczewski                   | 1963–1964         |
| 14.   | Polska                      | Antoni Kowalski (1. kadencja)      | 1964              |
| 15.   | Polska                      | Stanisław Chojnacki                | 1964              |
| (12.) | Polska                      | Edward Kołpa (2. kadencja)         | 1966–1968         |
| (14.) | Polska                      | Antoni Kowalski (2. kadencja)      | 1969              |
| 16.   | Polska                      | Eligiusz Goździk                   | 1969              |
| 17.   | Polska                      | Robert Grzywocz                    | 1969              |
| 18.   | Polska                      | Leszek Jezierski (1. kadencja)     | 1969–1976         |
| 19.   | Polska                      | Janusz Pekowski                    | 1976              |
| 20.   | Polska                      | Paweł Kowalski (1. kadencja)       | 1976–1977         |
| 21.   | Polska                      | Bronisław Waligóra (1. kadencja)   | 1977–1979         |
| 22.   | Polska                      | Stanisław Świerk                   | 1979              |
| 23.   | Polska                      | Jacek Machciński                   | 1979–1981         |
| 24.   | Polska                      | Władysław Żmuda (1. kadencja)      | 1981–1984         |
| (21.) | Polska                      | Bronisław Waligóra (2. kadencja)   | 1984–1986         |
| 25.   | Polska                      | Orest Lenczyk (1. kadencja)        | 1987–1988         |
| 26.   | Polska                      | Andrzej Grębosz                    | 1988              |
| (21.) | Polska                      | Bronisław Waligóra (3. kadencja)   | 1988–1990         |
| 27.   | Polska                      | Jan Tomaszewski                    | 1990              |
| 28.   | Polska                      | Czesław Fudalej                    | 1990              |
| (20.) | Polska                      | Paweł Kowalski (2. kadencja)       | 1990–1992         |
| (24.) | Polska                      | Władysław Żmuda (2. kadencja)      | 1992–1993         |
| (18.) | Polska                      | Leszek Jezierski (2. kadencja)     | 1993              |
| 29.   | Polska                      | Marek Woziński                     | 1993              |
| 30.   | Polska                      | Władysław Stachurski               | 1993–1995         |
| 31.   | Polska                      | Ryszard Polak                      | 1995              |
| 32.   | Polska                      | Franciszek Smuda (1. kadencja)     | 1995–1998         |
| 33.   | Polska                      | Andrzej Pyrdoł (1. kadencja)       | 1998              |
| 34.   | Polska                      | Wojciech Łazarek                   | 1998              |
| 35.   | Polska                      | Marek Dziuba                       | 1998–1999         |
| 36.   | Polska                      | Grzegorz Lato                      | 1999              |
| (25.) | Polska                      | Orest Lenczyk (2. kadencja)        | 1999–2000         |
| (33.) | Polska                      | Andrzej Pyrdoł (2. kadencja)       | 2000              |
| 37.   | Polska                      | Jan Żurek                          | 2000              |
| 38.   | Ukraina                     | Petro Kuszłyk                      | 2000              |
| 39.   | Polska                      | Marek Kusto                        | 2001              |
| 40.   | Polska                      | Dariusz Wdowczyk                   | 2001–2002         |
| (32.) | Polska                      | Franciszek Smuda (2. kadencja)     | 2002              |
| 41.   | Czechy                      | Petr Němec                         | 2002–2003         |
| 42.   | Polska                      | Tomasz Muchiński (1. kadencja)     | 2003              |
| (32.) | Polska                      | Franciszek Smuda (3. kadencja)     | 2003              |
| 43.   | Polska                      | Andrzej Kretek (1. kadencja)       | 2003              |
| 44.   | Polska                      | Tomasz Łapiński (1. kadencja)      | 2004              |
| 45.   | Polska                      | Jerzy Kasalik                      | 2004              |
| (44.) | Polska                      | Tomasz Łapiński (2. kadencja)      | 2004              |
| (32.) | Polska                      | Franciszek Smuda (4. kadencja)     | 2004              |
| 46.   | Polska                      | Stefan Majewski                    | 2004–2006         |
| 47.   | Polska                      | Michał Probierz                    | 2006–2007         |
| 48.   | Polska                      | Marek Zub                          | 2007–2008         |
| 49.   | Polska                      | Janusz Wójcik                      | 2008              |
| 50.   | Polska                      | Waldemar Fornalik                  | 2008–2009         |
| 51.   | Polska                      | Paweł Janas                        | 2009–2010         |
| (43.) | Polska                      | Andrzej Kretek (2. kadencja)       | 2010              |
| 52.   | Polska                      | Czesław Michniewicz                | 2010–2011         |
| 53.   | Polska                      | Radosław Mroczkowski (1. kadencja) | 2011–2013         |
| 54.   | Polska                      | Rafał Pawlak (1. kadencja)         | 2013–2014         |
| 55.   | Polska                      | Artur Skowronek                    | 2014              |
| 56.   | Polska                      | Włodzimierz Tylak                  | 2014              |
| (54.) | Polska                      | Rafał Pawlak (2. kadencja)         | 2014              |
| 57.   | Polska                      | Wojciech Stawowy                   | 2014–2015         |
| 58.   | Polska                      | Witold Obarek                      | 2015              |
| 59.   | Polska                      | Marcin Płuska                      | 2015–2016         |
| (42.) | Polska                      | Tomasz Muchiński (2. kadencja)     | 2016              |
| 60.   | Polska                      | Przemysław Cecherz                 | 2016–2017         |
| (32.) | Polska                      | Franciszek Smuda (5. kadencja)     | 2017–2018         |
| (53.) | Polska                      | Radosław Mroczkowski (2. kadencja) | 2018–2019         |
| 61.   | Polska                      | Jacek Paszulewicz                  | 2019              |
| 62.   | Polska                      | Zbigniew Smółka                    | 2019              |
| 63.   | Polska                      | Marcin Kaczmarek                   | 2019–2020         |
| 64.   | Albania                     | Enkeleid Dobi                      | 2020–2021         |
| 65.   | Polska                      | Marcin Broniszewski                | 2021              |
| 66.   | Polska                      | Janusz Niedźwiedź                  | 2021–2023         |
| 67.   | Polska                      | Daniel Myśliwiec                   | 2023–2025         |
| 68.   | Chorwacja                   | Željko Sopić                       | 2025–             |

## Sztab szkoleniowy
Stan na 2025-03-17
| Trener                            | Željko Sopić      |
| Asystent trenera                  |                   |
| II Asystent                       |                   |
| Trener bramkarzy                  | Andrzej Woźniak   |
| Fizjoterapeuta                    | Adam Nowakowski   |
| Fizjoterapeuta                    | Joanna Tułacz     |
| Fizjoterapeuta                    | Tomasz Ambroziak  |
| Trener przygotowania motorycznego | Andrzej Kasprzak  |
| Kierownik drużyny                 | Marcin Pipczyński |

## Piłkarze w historii

### Reprezentanci Polski grający w Widzewie
(Zestawienie dotyczy piłkarzy będących w czasie gry w reprezentacji Polski A zawodnikami Widzewa.)
- Arkadiusz Bąk
- Jarosław Bieniuk
- Tadeusz Błachno
- Daniel Bogusz
- Henryk Bolesta
- Zbigniew Boniek
- Łukasz Broź
- Adrian Budka
- Stanisław Ryszard Burzyński
- Wiesław Cisek
- Marek Citko
- Ryszard Czerwiec
- Jacek Dembiński
- Dariusz Dziekanowski
- Marek Dziuba
- Dariusz Gęsior
- Bartłomiej Grzelak
- Leszek Iwanicki
- Paweł Janas
- Waldemar Jaskulski
- Piotr Kuklis
- Tomasz Lisowski
- Tomasz Łapiński
- Sławomir Majak
- Radosław Michalski
- Józef Młynarczyk
- Arkadiusz Onyszko
- Kazimierz Przybyś
- Patryk Rachwał
- Marcin Robak
- Rafał Siadaczka
- Włodzimierz Smolarek
- Michał Stasiak
- Mariusz Stępiński
- Maciej Szczęsny
- Mirosław Szymkowiak
- Tadeusz Świątek
- Maciej Terlecki
- Mirosław Tłokiński
- Jakub Wawrzyniak
- Artur Wichniarek
- Jerzy Wijas
- Paweł Wojtala
- Andrzej Woźniak
- Roman Wójcicki
- Wiesław Wraga
- Zbigniew Wyciszkiewicz
- Marcin Zając
- Władysław Żmuda

## Kapitanowie

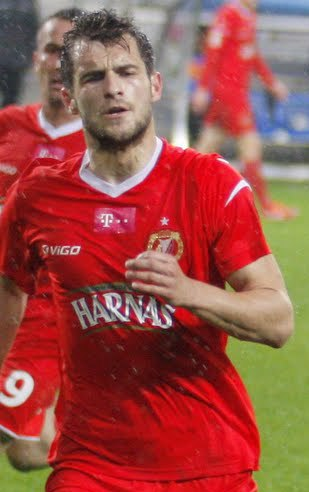
Łukasz Broź grał w Widzewie w latach 2006–2013, później również jako kapitan

(Stan na dzień 2022-07-14)
- Marian Malinowski
- Jerzy Jaskóła
- Czyżykowski
- Władysław Pudlarz
- Antoni Głogowski
- Zygmunt Rotte
- Józef Słaby
- Zbyszko Kopaniewski
- Jan Konarski
- Marian Śmiechowski
- Tadeusz Borowiak
- Bernard Krupka
- Józef Owczarek
- Andrzej Pietrzyk
- Janusz Haren
- Zdzisław Kostrzewiński
- Wiesław Chodakowski
- Andrzej Grębosz
- Stanisław Ryszard Burzyński
- Zbigniew Boniek
- Zdzisław Rozborski
- Józef Młynarczyk
- Włodzimierz Smolarek
- Roman Wójcicki
- Wiesław Wraga
- Marek Dziuba
- Kazimierz Przybyś
- Andrzej Szulc
- Mirosław Szulc
- Mirosław Myśliński
- Wiesław Cisek
- Tomasz Łapiński
- Marek Bajor
- Piotr Szarpak
- Daniel Bogusz
- Marcin Zając
- Kazimierz Węgrzyn
- Zbigniew Robakiewicz
- Patryk Rachwał
- Radosław Michalski
- Arkadiusz Kubik
- Jarosław Lato
- Artur Wyczałkowski
- Bartłomiej Grzelak
- Marcin Nowak
- Jakub Wawrzyniak
- Robert Kłos
- Łukasz Masłowski
- Adrian Budka
- Jarosław Bieniuk
- Maciej Mielcarz
- Mindaugas Panka
- Sebastian Madera
- Łukasz Broź
- Maciej Mielcarz
- Mateusz Cetnarski
- Piotr Mroziński
- Rafał Augustyniak
- Krystian Nowak
- Piotr Mroziński
- Mariusz Rachubiński
- Adrian Budka
- Patryk Wolański
- Sebastian Zieleniecki
- Róbert Demjan
- Daniel Mąka
- Dario Krišto
- Marcin Robak
- Daniel Tanżyna
- Patryk Stępiński

- Tadeusz Świątek 1986–1987

## Mistrzowskie składy

### 1981
Józef Młynarczyk, Jerzy Klepczyński, Piotr Gajda – Mirosław Tłokiński, Bogusław Plich, Władysław Żmuda, Andrzej Możejko, Andrzej Grębosz, Piotr Mierzwiński – Zdzisław Rozborski, Krzysztof Surlit, Jan Jeżewski, Piotr Romke, Zbigniew Boniek, Paweł Woźniak, Janusz Lisiak, Andrzej Jacek, Krzysztof Kamiński, Piotr Janisz – Włodzimierz Smolarek, Marek Pięta, Mirosław Sajewicz – Trener: Jacek Machciński.

### 1982
Józef Młynarczyk, Jerzy Klepczyński – Władysław Żmuda, Andrzej Możejko, Andrzej Grębosz, Mariusz Romański, Bogusław Plich, Piotr Mierzwiński, Krzysztof Kamiński, Mirosław Tłokiński – Zdzisław Rozborski, Krzysztof Surlit, Jan Jeżewski, Piotr Romke, Paweł Woźniak, Zbigniew Boniek – Włodzimierz Smolarek, Marek Pięta, Mirosław Sajewicz, Andrzej Jacek, Edward Lonka – Trener: Władysław Żmuda.

### 1996
Andrzej Woźniak, Marcin Ludwikowski, Tomasz Muchiński – Tomasz Łapiński, Marek Bajor, Daniel Bogusz, Rafał Siadaczka, Marcin Boguś, Waldemar Jaskulski – Mirosław Szymkowiak, Zbigniew Wyciszkiewicz, Ryszard Czerwiec, Paweł Miąszkiewicz, Piotr Szarpak, Dariusz Podolski, Rafał Kubiak, Sławomir Gula, Maciej Bielecki – Marek Koniarek, Andrij Mychalczuk, Marek Citko, Bogdan Pikuta – Trener: Franciszek Smuda.

### 1997
Maciej Szczęsny, Marcin Ludwikowski, Tomasz Muchiński – Tomasz Łapiński, Marek Bajor, Daniel Bogusz, Paweł Wojtala, Dariusz Gęsior, Ulrich Borowka – Jacek Dembiński, Radosław Michalski, Mirosław Szymkowiak, Zbigniew Wyciszkiewicz, Ryszard Czerwiec, Paweł Miąszkiewicz, Piotr Szarpak, Marcin Zając, Rafał Siadaczka, Alexandru Curteian – Marek Koniarek, Andrij Mychalczuk, Marek Citko, Sławomir Majak – Trener: Franciszek Smuda.

### Numery zastrzeżone
| Nr | Poz. | Piłkarz              |
| -- | ---- | -------------------- |
| 11 | NA   | Włodzimierz Smolarek |
| 12 | -    | kibice               |

## Obecny skład
Skład w sezonie 2025/2026
| Nr | Poz. | Piłkarz                        |
| -- | ---- | ------------------------------ |
| 1  | BR   | Rafał Gikiewicz                |
| 3  | OB   | Samuel Kozlovský               |
| 4  | OB   | Mateusz Żyro (3.kapitan)       |
| 6  | PO   | Juljan Shehu                   |
| 7  | NA   | Mariusz Fornalczyk             |
| 8  | PO   | Tonio Teklić                   |
| 10 | PO   | Fran Álvarez                   |
| 13 | OB   | Dion Gallapeni                 |
| 14 | OB   | Ricardo Visus                  |
| 16 | OB   | Peter Therkildsen              |
| 18 | OB   | Lindon Selahi                  |
| 19 | PO   | Bartłomiej Pawłowski (kapitan) |
| 20 | NA   | Antoni Klukowski               |
| 24 | OB   | Polydefkis Volanakis           |

| Nr | Poz. | Piłkarz                      |
| -- | ---- | ---------------------------- |
| 25 | PO   | Marek Hanousek (wicekapitan) |
| 31 | BR   | Mikołaj Biegański            |
| 33 | BR   | Jan Krzywański               |
| 41 | BR   | Antoni Blocki                |
| 42 | NA   | Kamil Andrzejkiewicz         |
| 43 | PO   | Leon Madej                   |
| 46 | PO   | Jakub Nawrocki               |
| 55 | PO   | Szymon Czyż                  |
| 57 | NA   | Samuel Akere                 |
| 77 | NA   | Ángel Baena                  |
| 78 | PO   | Kamil Cybulski               |
| 91 | OB   | Marcel Krajewski             |
| 98 | BR   | Maciej Kikolski              |
| 99 | NA   | Sebastian Bergier            |

## Statystyki

### Drużynowe
(Nie uwzględniono w statystyce występów w Pucharze Intertoto)
| Pierwszy mecz w ekstraklasie:                                 |
| 14 marca 1948 roku z Lechem Poznań – 4:3                      |
| Pierwszy występ w europejskich pucharach:                     |
| 14 września 1977 roku (Puchar UEFA) z Manchesterem City – 2:2 |
| Najwięcej bramek w sezonie w ekstraklasie:                    |
| 84 w 34 meczach – 1995/1996                                   |

|
| Najmniej bramek w sezonie w ekstraklasie:   |
| 22 w 30 meczach – 1989–1990                 |
| Najwięcej punktów w sezonie w ekstraklasie: |
| 88 w 34 meczach – 1995/1996                 |
| Najmniej punktów w sezonie w ekstraklasie:  |
| 13 w 24 meczach – 1948                      |

### Indywidualne
| Najwięcej występów w ekstraklasie w barwach Widzewa:                 |                                                           |
| 281 – Tomasz Łapiński                                                | 204 – Wiesław Cisek                                       |
| 223 – Andrzej Michalczuk                                             | 183 – Krzysztof Kamiński                                  |
| 219 – Mirosław Myśliński                                             | 183 – Andrzej Możejko                                     |
| 213 – Daniel Bogusz                                                  | 181 – Włodzimierz Smolarek                                |
| 213 – Zdzisław Rozborski                                             |                                                           |
| Najwięcej bramek w ekstraklasie w barwach Widzewa:                   |                                                           |
| 65 – Marek Koniarek                                                  | 34 – Zdzisław Rozborski                                   |
| 61 – Włodzimierz Smolarek                                            | 30 – Krzysztof Surlit                                     |
| 50 – Zbigniew Boniek                                                 | 28 – Ryszard Czerwiec                                     |
| 39 – Leszek Iwanicki                                                 | 28 – Artur Wichniarek                                     |
| Strzelcy najwięcej goli w jednym sezonie w ekstraklasie dla Widzewa: |                                                           |
| 29 – Marek Koniarek (1995/1996) w 34 meczach                         | 17 – Jacek Dembiński (1996/1997) w 34 meczach             |
| 23 – Marek Koniarek (1992/1993) w 34 meczach                         | 15 – Leszek Iwanicki (1993/1993) w 34 meczach             |
| 20 – Artur Wichniarek (1998/1999) w 30 meczach                       | 15 – Mirosław Tłokiński (1982/1983) w 30 meczach          |
| Najwięcej występów w pucharach w barwach Widzewa:                    |                                                           |
| 24 – Włodzimierz Smolarek                                            | 21 – Mirosław Szymkowiak, Mirosław Tłokiński              |
| 23 – Krzysztof Kamiński                                              | 20 – Tomasz Łapiński, Radosław Michalski                  |
| 22 – Piotr Romke, Zdzisław Rozborski, Wiesław Wraga                  |                                                           |
| Najwięcej bramek w pucharach w barwach Widzewa:                      |                                                           |
| 6 – Jacek Dembiński                                                  | 4 – Zbigniew Boniek, Krzysztof Surlit, Mirosław Tłokiński |
| 5 – Włodzimierz Smolarek, Artur Wichniarek, Wiesław Wraga            |                                                           |

| Najwyższe zwycięstwo w ekstraklasie u siebie:     |                      |
| 7:0 (2:0) z Cracovią                              | 11 czerwca 1983      |
| Najwyższe zwycięstwo w ekstraklasie na wyjeździe: |                      |
| 7:1 (3:0) z Olimpią/Lechią Gdańsk                 | 20 kwietnia 1996     |
| Najwyższa porażka w ekstraklasie u siebie:        |                      |
| 1:6 (0:1) z Legią Warszawa                        | 26 września 1948     |
| Najwyższa porażka w ekstraklasie na wyjeździe:    |                      |
| 1:13 (0:5) z Ruchem Chorzów                       | 30 maja 1948         |
| Najwyższe zwycięstwo w I Lidze u siebie:          |                      |
| 7:0 (2:0) ze Zniczem Pruszków                     | 25 października 2009 |
| Najwyższe zwycięstwo w pucharach u siebie:        |                      |
| 8:0 (5:0) z Neftçi PFK                            | 30 lipca 1997        |
| Najwyższe zwycięstwo w pucharach na wyjeździe:    |                      |
| 4:0 (0:0) z Bangor City                           | 8 sierpnia 1995      |
| Najwyższa porażka w pucharach u siebie:           |                      |
| 1:4 (0:1) z RSC Anderlecht                        | 16 września 1981     |
| 1:4 (1:2) z Atletico Madryt                       | 25 września 1996     |
| Najwyższa porażka w pucharach na wyjeździe:       |                      |
| 0:9 (0:6) z Eintrachtem Frankfurt                 | 30 września 1992     |

|
| Kolejne mecze bez porażki w ekstraklasie: |                                                                |
| 37 | (30 lipca 1995 – 3 sierpnia 1996)                              |
| 23 | (16 maja 1992 – 14 listopada 1992)                             |
| Kolejne mecze bez porażki w ekstraklasie na własnym boisku: |                                                                |
| 44 | (16 maja 1981 – 29 kwietnia 1984)                              |
| 40 | (24 września 1994 – 16 listopada 1996)                         |
| Kolejne mecze wygrane w ekstraklasie: |                                                                |
| 13 | (5 kwietnia – 9 sierpnia 1997) – wliczając wo. z Sokołem Tychy |
| 12 | (14 kwietnia – 26 maja 1996)                                   |
| Kolejne mecze wygrane w ekstraklasie na własnym boisku: |                                                                |
| 8 | (30 marca – 12 czerwca 1996)                                   |
| 7 | (15 marca – 25 czerwca 1997)                                   |
| Kolejne mecze w ekstraklasie, w których bramki strzelał ten sam zawodnik: |                                                                |
| 10 – | Marek Koniarek (19 sierpnia – 25 października 1992)            |
| Inne: |                                                                |
| Łódzki Widzew zdobył tytuł Mistrza Polski nie ponosząc przy tym żadnej porażki (sezon 1995/96, bilans 27-7-0), oprócz niego dokonała tego tylko Cracovia (sezon 1921, bilans 13-1-0, licząc z rozgrywkami regionalnymi). |                                                                |

### Strzelcy Widzewa w Ekstraklasie
| Sezon     | |
| --------- | --- |
| 1948      | 8 – Cichocki, Fornalczyk, 5 – Okupiński, 3 – H. Marciniak, 2 – Gbyl, J. Janas, 1 – Nowiszewski, Uptas (+1 s) |
| 1975/1976 | 8 – Dawid, 7 – Zbigniew Boniek, 4 – Błachno, Tadeusz Gapiński, 3 – Kowenicki, 1 – Grębosz, Paweł Janas, Kostrzewiński, Możejko, Pyrdoł, Rozborski (+1 s) |
| 1976/1977 | 9 – Zbigniew Boniek, Rozborski, 6 – Błachno, 5 – Kowenicki, 4 – Dawid, 3 – Tadeusz Gapiński, 2 – Kostrzewiński, Możejko, Pyrdoł, Mirosław Tłokiński, 1 – Paweł Janas (+1 s) |
| 1977/1978 | 11 – Zbigniew Boniek, 4 – Rozborski, K. Surlit, 3 – Błachno, Tadeusz Gapiński, Kowenicki, 2 – Dąbrowski, 1 – W. Chodakowski, Dawid, Grębosz (+1 s) |
| 1978/1979 | 8 – Pięta, 5 – Dąbrowski, 4 – Zbigniew Boniek, K. Surlit, 3 – Błachno, Jeżewski, Rozborski, 2 – Tadeusz Gapiński, Grębosz, 1 – Kamiński, Kowenicki (+1 s) |
| 1979/1980 | 10 – Zbigniew Boniek, 9 – Włodzimierz Smolarek, 7 – Błachno, 6 – Marek Pięta, 4 – Rozborski, K. Surlit, 2 – Dąbrowski, Możejko, Mirosław Tłokiński (+1 s) |
| 1980/1981 | 9 – K. Surlit, 7 – Rozborski, 6 – Włodzimierz Smolarek, 5 – Marek Pięta, 4 – Mirosław Tłokiński, 3 – Grębosz, 1 – Zbigniew Boniek, Możejko, P. Woźniak, Żmuda (+1 s) |
| 1981/1982 | 10 – Filipczak, Włodzimierz Smolarek, 8 – Zbigniew Boniek, 4 – Sajewicz, 3 – Rozborski, K. Surlit, Tłokiński, 2 – Kamiński, Romke |
| 1982/1983 | 15 – Tłokiński, 10 – Włodzimierz Smolarek, 6 – Filipczak, 4 – Romke, K. Surlit, 3 – Rozborski, Wraga, 2 – Kajrys, 1 – Grębosz, Świątek, Wójcicki |
| 1983/1984 | 10 – Dariusz Dziekanowski, 8 – Leszczyk, Włodzimierz Smolarek, 4 – Wójcicki, 3 – Gierek, Myśliński, Romke, 2 – Świątek, 1 – Kajrys, Wraga |
| 1984/1985 | 10 – Dariusz Dziekanowski, 8 – Włodzimierz Smolarek, 5 – Leszczyk, 2 – Jaworski, Kajrys, Myśliński, Wójcicki, 1 – Romke, Świątek, Wijas |
| 1985/1986 | 10 – Kajrys, Włodzimierz Smolarek, 6 – Świątek, 4 – Wójcicki, 2 – Dziuba, Jaworski, P. Nowak, K. Surlit, 1 – Leszczyk, Wraga |
| 1986/1987 | 6 – Iwanicki, 4 – Sławomir Chałaśkiewicz, Leszczyk, Putek, Wraga, 3 – Kajrys, 2 – Cisek, Szulc, 1 – Dziuba, Myśliński, Podsiadło, Przybyś, Świątek |
| 1987/1988 | 7 – Myśliński, 6 – Putek, 4 – Sławomir Chałaśkiewicz, Iwanicki, 2 – Cisek, Świątek, 1 – Pawelec, Rabenda, Wraga |
| 1988/1989 | 5 – Iwanicki, 4 – Putek, Świątek, 2 – P. Chodakowski, Walczak, Wewiór, Sławomir Chałaśkiewicz, 1 – Pawelec, Podsiadło, Szulc, Myśliński, Wraga (+1 s) |
| 1989/1990 | 9 – Bayer, 3 – Szulc, 2 – Myśliński, Wewiór, 1 – Iwanicki, Podsiadło, Kupka, Michalewicz, Waliczek, Wraga |
| 1991/1992 | 9 – Kosowski, 8 – Iwanicki, 6 – Sławomir Chałaśkiewicz, Paweł Miąszkiewicz, 5 – Marek Koniarek, 4 – Cisek, 3 – Jóźwiak, 2 – Myśliński, Piotr Szarpak, 1 – Godlewski, Tomasz Łapiński (+1 s) |
| 1992/1993 | 23 – Marek Koniarek, 15 – Iwanicki, 7 – Andrzej Michalczuk, 6 – Ryszard Czerwiec, 2 – Paweł Miąszkiewicz, Myśliński, Jóźwiak, 1 – Marek Bajor (+1 w meczu unieważnionym), Cecherz (+1 s) |
| 1993/1994 | 7 – Marek Koniarek, 6 – Ryszard Czerwiec, 5 – Jóźwiak, 4 – Zbigniew Wyciszkiewicz, 3 – Marek Bajor, Andrzej Michalczuk, Piotr Szarpak, 2 – Cisek, Godlewski, Małocha, Myśliński, 1 – Sławomir Gula, Kowalczyk, Tomasz Łapiński (+1 s)                                                                                      |
| 1994/1995 | 10 – Radosław Kowalczyk, 8 – Bogdan Pikuta, 7 – Grzegorz Mielcarski, 6 – Dariusz Podolski (+1 w meczu zweryfikowanym), 3 – Piotr Szarpak, 2 – Marek Bajor, Ryszard Czerwiec, Andrzej Michalczuk, 1 – Marcin Boguś, Sławomir Gula, Bogdan Jóźwiak, Wojciech Małocha, Zbigniew Wyciszkiewicz (+1 w meczu zweryfikowanym)     |
| 1995/1996 | 29 – Marek Koniarek, 12 – Ryszard Czerwiec, 10 – Zbigniew Wyciszkiewicz, 9 – Rafał Siadaczka, 6 – Andrzej Michalczuk, 5 – Marek Citko, Paweł Miąszkiewicz, 2 – Tomasz Łapiński, Piotr Szarpak, 1 – Daniel Bogusz, Sławomir Gula, Rafał Kubiak, Mirosław Szymkowiak                                                         |
| 1996/1997 | 17 – Jacek Dembiński, 12 – Sławomir Majak, 7 – Marek Citko, Paweł Miąszkiewicz, 6 – Andrzej Michalczuk, 5 – Zbigniew Wyciszkiewicz, 4 – Paweł Wojtala, 2 – Daniel Bogusz, Ryszard Czerwiec, Radosław Michalski, 1 – Marek Bajor, Dariusz Gęsior, Marek Koniarek, Rafał Siadaczka, Mirosław Szymkowiak, Marcin Zając (+1 s) |
| 1997/1998 | 8 – Andrzej Kobylański, 7 – Marcin Zając, 5 – Rafał Siadaczka, Marek Szemoński, 4 – Dariusz Gęsior, Mirosław Szymkowiak, Maciej Terlecki, 3 – Daniel Bogusz, Jacek Dembiński, 2 – Alexandru Curteian, Rafał Kubiak, Piotr Szarpak, Artur Wichniarek, 1 – Zbigniew Czajkowski (+1 s)                                        |
| 1998/1999 | 20 – Artur Wichniarek, 9 – Radosław Michalski, 5 – Dariusz Gęsior, 4 – Mirosław Szymkowiak, 3 – Daniel Bogusz, 2 – Maciej Terlecki, Marek Citko, 1 – Zbigniew Czajkowski, Sławomir Gula, Rafał Kaczmarczyk, Andrzej Michalczuk, Arkadiusz Świętosławski                                                                    |
| 1999/2000 | 10 – Rafał Pawlak, 8 – Dariusz Gęsior, 6 – Artur Wichniarek, 5 – Robertas Poskus, Marcin Zając, 4 – Sławomir Gula, 3 – Daniel Bogusz, 2 – Tomasz Kiełbowicz, 1 – Rafał Kaczmarczyk, Jacek Magiera, Łukasz Masłowski, Radosław Michalski, Artūras Steško                                                                    |
| 2000/2001 | 7 – Robertas Poskus, 5 – Daniel Bogusz, Rafał Pawlak, 4 – Bartosz Tarachulski, 3 – Jacek Dembiński, 2 – Marcin Zając, 1 – Andrius Gedgaudas, Rafał Kaczmarczyk, Adam Kryger, Andrzej Michalczuk, Mirosław Szymkowiak, Zbigniew Wyciszkiewicz (+1 s)                                                                        |
| 2001/2002 | 4 – Arkadiusz Bąk, 3 – Jacek Paszulewicz, 2 – Daniel Bogusz, Ekwueme, Mariusz Jop, Maxwell Kalu, Patryk Rachwał, Damian Seweryn, Sławomir Suchomski, Bartosz Ślusarski, Sergiusz Wiechowski, 1 – Marek Szemoński, Kazimierz Węgrzyn, Marcin Zając                                                                          |
| 2002/2003 | 8 – Piotr Włodarczyk, 6 – Robert Dymkowski, 5 – Sergio Batata, 3 – Jerzy Podbrożny, Kazimierz Węgrzyn, 2 – Giuliano, 1 – Miodrag Andjelković, Hermes Neves |
| 2003/2004 | 6 – Piotr Włodarczyk, 3 – Adam Cichoń, Rafał Pawlak, 2 – Juliano, Lelo, Łukasz Masłowski, 1 – Radosław Becalik, Bruno Pizano, Michał Goliński, Bartosz Ława, Sławomir Nazaruk, Piotr Matys, Jerzy Podbrożny |
| 2006/2007 | 4 – Saša Bogunović, Bartłomiej Grzelak, Stefano Napoleoni, Krzysztof Sokalski, 3 – Joseph Dayo Oshadogan, 2 – Bartosz Iwan, Piotr Kuklis, 1 – Adrian Budka, Bartłomiej Konieczny, Sławomir Szeliga, Andrzej Tychowski |
| 2007/2008 | 7 – Stefano Napoleoni, 4 – Adrian Budka, Piotr Kuklis, 2 – Saša Bogunović, Przemysław Oziębała, 1 – Maciej Kowalczyk, Tomasz Lisowski, Łukasz Masłowski, Łukasz Mierzejewski, Joseph Dayo Oshadogan, Mindaugas Panka, Wojciech Szymanek (+1 s)                                                                             |
| 2010/2011 | 10 – Darvydas Šernas, 8 – Piotr Grzelczak, 7 – Marcin Robak, 3 – Adrian Budka, 2 – Nika Dzalamidze, 1 – Łukasz Broź, Bruno Pinheiro, Velibor Đurić, Piotr Kuklis, Sebastian Madera, Préjuce Nakoulma, Krzysztof Ostrowski, Przemysław Oziębała, Mindaugas Panka, Ugochukwu Ukah (+1 s)                                     |
| 2011/2012 | 4 – Mehdi Ben Dhifallah, Przemysław Oziębała, 2 – Jarosław Bieniuk, Adrian Budka, Piotr Grzelczak, Princewill Okachi, 1 – Hachem Abbès, Łukasz Broź, Bruno Pinheiro, Nika Dzalamidze, Marcin Kaczmarek, Sebastian Madera, Radosław Matusiak, Mariusz Rybicki                                                               |
| 2012/2013 | 5 – Łukasz Broź, 4 – Mariusz Stępiński, Bartłomiej Pawłowski, 2 – Mehdi Ben Dhifallah, Aléx Bruno, Marcin Kaczmarek, Mariusz Rybicki, 1 – Sebastian Dudek, Krystian Nowak, Veljko Batrović |
| 2013/2014 | 12 – Eduards Višņakovs, 4 – Mateusz Cetnarski, 3 – Povilas Leimonas, Mariusz Rybicki, 2 - Aléx Bruno, Marcin Kaczmarek, Kevin Lafrance, 1 - Bartłomiej Kasprzak, Alen Melunović, Piotr Mroziński, Krystian Nowak, Łukasz Staroń, Aleksejs Višņakovs, Marek Wasiluk                                                         |
| 2022/2023 | 10 – Bartłomiej Pawłowski, 6 – Jordi Sánchez, 4 – Dominik Kun, 3 – Kristoffer Hansen, Martin Kreuzriegler, Ernest Terpiłowski, 2 – Marek Hanousek, Patryk Lipski, 1 – Andrejs Cigaņiks, Karol Danielak, Juliusz Letniowski, Mato Miloš, Jakub Sypek                                                                        |
| 2023/2024 | 8 – Bartłomiej Pawłowski, Jordi Sánchez, 6 – Fran Álvarez, 5 – Imad Rondić, 3 – Andrejs Cigaņiks, Antoni Klimek, 2 – Fábio Nunes, Mateusz Żyro, 1 – Noah Diliberto, Juan Ibiza, Dominik Kun, Luís Silva, Patryk Stępiński, Ernest Terpiłowski                                                                              |
| 2024/2025 | 9 – Imad Rondić, 7 – Fran Álvarez, 5 – Jakub Sypek, 4 – Juljan Shehu, 3 – Jakub Łukowski, 2 – Mateusz Żyro, 1 – Kamil Cybulski, Sebastian Kerk, Samuel Kozlovský, Marcel Krajewski, Ľubomír Tupta |

## Stowarzyszenie Byłych Piłkarzy Widzewa Łódź im.Ludwika Sobolewskiego
W 2010 roku powstało Stowarzyszenie Byłych Piłkarzy Widzewa Łódź im. Ludwika Sobolewskiego, które zrzesza byłych piłkarzy, działaczy sportowych oraz przyjaciół klubu. Zajmuje się głównie działalnością charytatywną np. organizowaniem meczów piłkarskich, konkursów dla dzieci i młodzieży oraz współpracuje ze szkołami. Prezesem Stowarzyszenia jest Marek Pięta, a jego siedziba znajduje się przy ul. Widzewskiej 69a w Łodzi. W 2015 roku stowarzyszenie aktywnie włączyło się w proces odbudowy klubu.

## Upamiętnienia

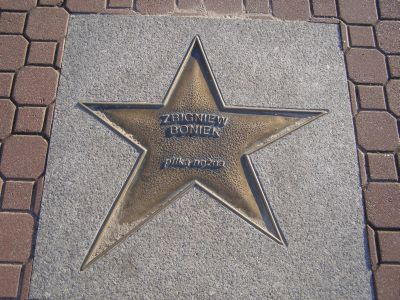
Gwiazda Zbigniewa Bońka w Alei Gwiazd Sportu we Władysławowie.

Poczta Polska dla uczczenia 100-lecia Widzewa Łódź w 2010 roku wprowadziła do obiegu okolicznościowy znaczek pocztowy

## Pozostałe informacje
- Widzew w sezonie 1996/1997 awansował do fazy grupowej Ligi Mistrzów UEFA i przez kolejnych 20 lat pozostawał ostatnim polskim zespołem, który tego dokonał. Trwającą dwie dekady niemoc Mistrzów Polski, przerwała dopiero Legia Warszawa, która wywalczyła awans do tych rozgrywek w sezonie 2016/2017.
- W roku 1957 powołano w RTS sekcję kobiecą piłki nożnej, którą po kilku miesiącach rozwiązano.
- W roku 1992 podczas igrzysk olimpijskich w Barcelonie, dwaj piłkarze Widzewa – Marek Bajor i Tomasz Łapiński sięgnęli po srebrne medale, jedyne w dziejach RTS.
- Dwa razy piłkarze Widzewa zdobywali tytuł króla strzelców polskiej ekstraklasy. W 1983 roku Mirosław Tłokiński (15 goli) i w 1996 roku Marek Koniarek (29 goli).
- W 2008 roku klub przyłączył się do kampanii Wykopmy Rasizm ze Stadionów, organizowanej przez Stowarzyszenie „Nigdy Więcej” wybiegając 22 marca w meczu z Legią Warszawa w koszulkach z nazwą kampanii. Nigdy Więcej. 2008-03-21. [dostęp 2011-07-27]. (pol.).
- Widzew w sezonie 2009/2010 jest pierwszą drużyną męskiej piłki nożnej w historii, która obroniła mistrzostwo I ligi. Stało się tak ze względu na karny brak awansu w sezonie 2008/2009, mimo że Widzew zajął 1. miejsce.
- 11 marca 2012 roku przed meczem z GKS Bełchatów ogłoszono, że numer 11 na koszulce został zastrzeżony dla legendy klubu – Włodzimierza Smolarka, który zmarł 7 marca 2012 roku.
- Za podkład muzyczny wprowadzający piłkarzy Widzewa Łódź na płytę boiska służy utwór „Taniec Eleny” ze ścieżki dźwiękowej do filmu Bandyta (1997), którego kompozytorem jest Michał Lorenc[24].
- W czasie kiedy sponsorem głównym zespołu był Harnaś, maskotką klubu był Janosik[25].
- Widzew Łódź posiada 61 oficjalnie zarejestrowanych fanklubów oraz Otwarty Klub Kibica[26].
- Na strojach nad herbem Widzewa znajduje się biała gwiazdka symbolizująca wywalczenie od 1 do 4 tytułów mistrza Polski. Obecnie jest 11 klubów uprawnionych do umieszczania takiego wyróżnienia (ponadto dwóm klubom przysługuje srebrna gwiazdka i czterem złota). Gwiazdka może się znajdować tylko na przedniej części koszulki, na wysokości klatki piersiowej nad herbem lub emblematem klubu.
- 25 listopada 2010, w dniu 100 rocznicy powstania klubu Polski Związek Piłki Nożnej uhonorował KS Widzew Łódź Diamentową Odznaką PZPN – najwyższym odznaczeniem związkowym, jakie może otrzymać klub w Polsce[27].
- Widzew i A.C Parma – dwa kluby, które spotkały się w rundzie eliminacyjnej Ligi Mistrzów UEFA 1997/98, w 2015 roku ogłosiły upadłość i jako nowe podmioty w sezonie 2015/2016 rozpoczęły grę na piątym szczeblu rozgrywek – odpowiednio Widzew w polskiej IV lidze, a Parma we włoskiej Serie D[28].
- Widzew w sezonie 2018/19 pobił rekord serii remisów na szczeblu centralnym w Polsce należący do Gwardii Warszawa (9 remisów z rzędu) notując 10 kolejnych remisów w II lidze.
- Jedynym bramkarzem, który zdobył dla Widzewa bramkę na najwyższym szczeblu rozgrywkowym w Polsce jest Ignacy Uptas, który dokonał tego wykorzystując rzut karny w meczu przeciwko Legii Warszawa w sezonie 1948.
- Wiosną 2019 roku trenerem Widzewa został Zbigniew Smółka, jednak po zmianach we władzach klubu został on zwolniony nie prowadząc Widzewa w oficjalnym meczu.
- Do zorganizowanych grup kibiców należą DHW – Destroyers Hooligans Widzew oraz Ultras Widzew (Red Workers, Ultra Registi Wiara spod Zegara)[29]
- Kibice klubu mają zgody kibicowskie z Ruchem Chorzów i Elaną Toruń (od 2018), układy z Wisłą Kraków, KKS Kalisz oraz CSKA Moskwa (przy czym po agresji Rosji na Ukrainę klub ten nie jest już pozdrawiany z trybun). Nie lubią się z fanami ŁKS-u Łódź, Zawiszy Bydgoszcz, Legii Warszawa, Lecha Poznań, Cracovii, Arki Gdynia, Śląska Wrocław i Motoru Lublin[29].